# 姶良市
姶良市（あいらし）は、鹿児島県にある都市。鹿児島湾（錦江湾）の奥側に位置する。2010年に姶良町・加治木町・蒲生町の3町による新設合併により誕生した。市内を九州自動車道、JR日豊本線が通り、隣接する鹿児島市のベッドタウンとして発展している。鹿児島県の市町村における人口順位は、鹿児島市、霧島市、鹿屋市、薩摩川内市に次ぐ第5位である。

## 地理

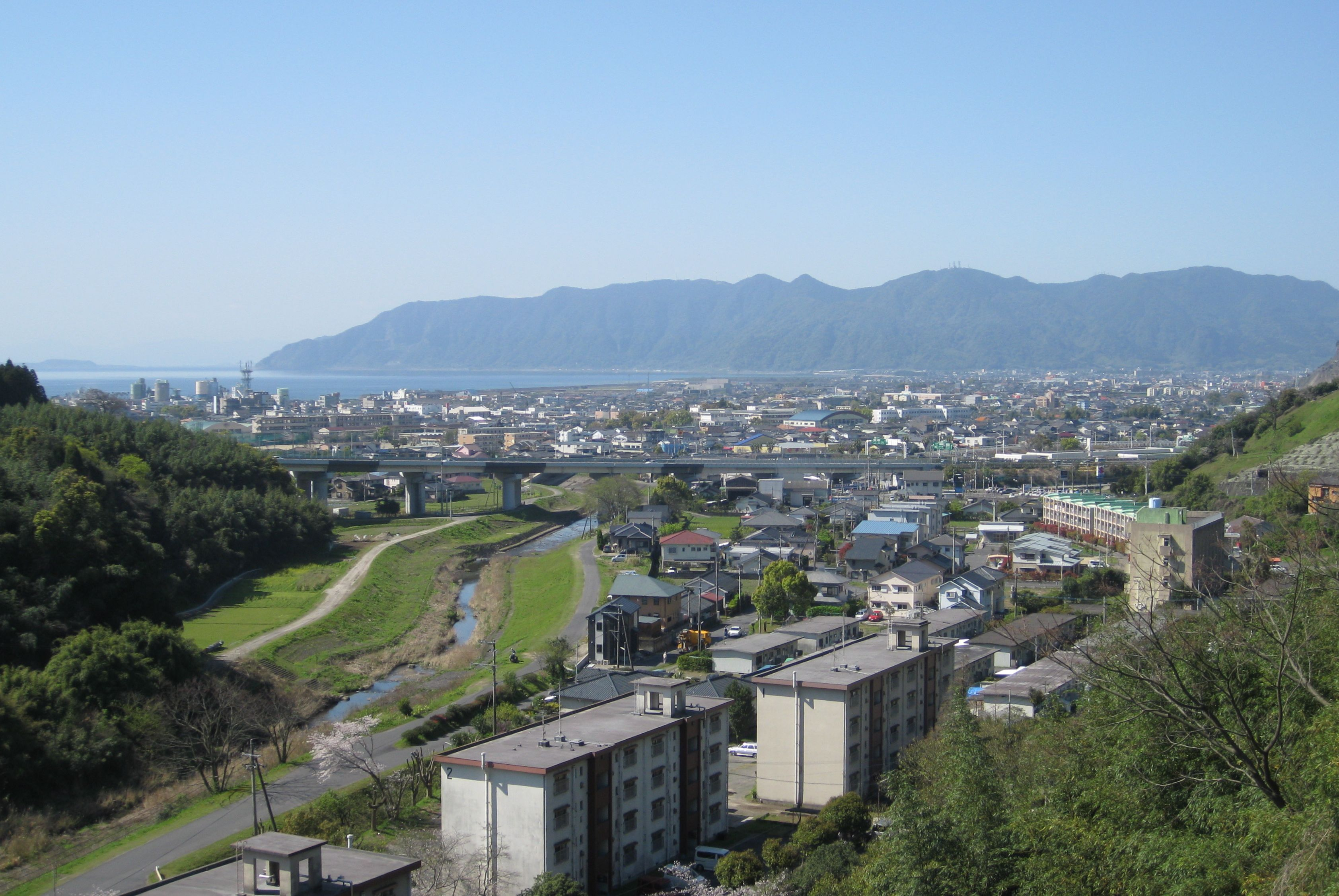
姶良平野

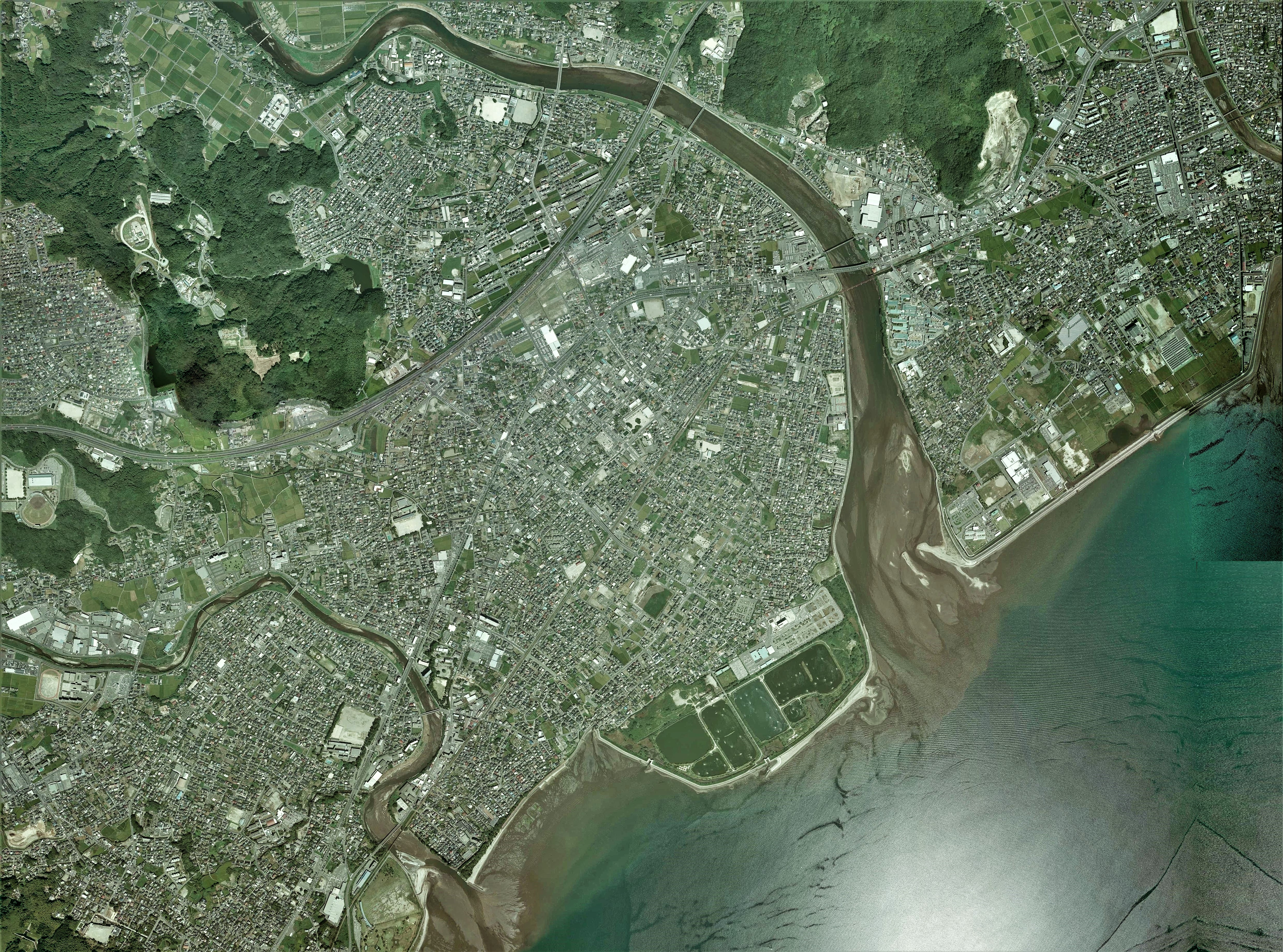
旧姶良町中心部周辺の空中写真。
2008年11月5日撮影の4枚を合成作成。。

姶良市は、鹿児島県の中部の南北約25 km、東西約24 kmの範囲に広がる。南東側の一部を鹿児島湾に面している。鹿児島湾に面した地域では、西側から思川・別府川・網掛川・日木山川の4つの河川が流れており、これらの川の沖積平野が一体となって姶良平野を形成し、この平野部に中心市街地が発達している。
西側の鹿児島市へと通じる海岸や、東側の霧島市との境界付近の海岸は自然海岸が残されているが、他は埋め立てで形成された人工海岸となっている。別府川は旧蒲生町の中心部であった地域まで標高の低い平坦な土地を形成しており、この流域に整備された水田地帯が広がっている。
姶良市の北部は北薩火山群に属する山が並ぶ地形で、北西側の薩摩川内市との境界がほぼ川内川流域との分水界をなしている。こうした山の間には別府川の支流が流れており、これに沿っていくつかの集落が発達している。一方北東側の霧島市との間は十三塚原と呼ばれる台地が続く地形で、網掛川や日木山川の支流が霧島市側から流れ込んでいる。
南西側の鹿児島市との境界は、標高が500 m前後の牟礼ヶ丘連山となっており、姶良市の平野部および海岸線へ急激に落ち込んでいる。牟礼ヶ丘連山の北側で、思川が鹿児島市側から流れ込み、比較的標高の低い土地が鹿児島市に合併した旧吉田町の中心部へつながっている。市内で標高が500 mを超える山として烏帽子岳（702.9 m）・長尾山（680 m）・佛石（679 m）・矢止岳（670 m）・赤崩（579 m）・惣林嶽（506 m）などがある。
鹿児島湾北部にかつて存在していた火山が約2万5000年前に姶良大噴火と呼ばれる噴火を起こし、姶良カルデラを形成した。姶良市はこのカルデラの北西側の外輪山に相当する位置にあり、大噴火で流れ出た火砕流が起源とされるシラスと呼ばれる地層が広がっている。火山活動に由来する市内の地形としては他に、マールであるとされる米丸や住吉池がある。
南部平野地帯は鹿児島市のベッドタウンとして発達し、駅や国道の周辺に住宅地が広がり国道10号姶良バイパス・加治木バイパスの周辺には郊外型の大型店舗が立ち並んでいる。国道10号と九州旅客鉄道（JR九州）日豊本線はおおむね市南部を東西方向に横切っており、鹿児島市への連絡は姶良カルデラ外輪山の急斜面が海に落ち込む狭い土地を通っている。これらの交通路はがけ崩れに弱く、平成5年8月豪雨など道路および鉄道の連絡が遮断されることがある。九州自動車道はこれらより北側を通っており、旧吉田町を経由して鹿児島方面へ通じている。北部山間地帯へは県道40号・42号・55号・56号などが通じているが、南部平野地帯に比べると交通が不便で、過疎が進展している状況にある。
姶良市の面積の約65 パーセントを山林が占めている。中部平野地帯は整備された水田となっており、また北東側の霧島市と境界を接する台地の上は畑作地帯となっている。

### 隣接している市町村
- 鹿児島市
- 霧島市
- 薩摩川内市
- 薩摩郡さつま町

## 市内の地名
姶良市で住所として用いられている地名は、姶良市が成立した合併に際して、旧姶良町内の地名はそのまま引き継がれ（「姶良町」は冠しない）、旧加治木町内・旧蒲生町内の地名は「加治木町」「蒲生町」をそれぞれ頭に冠することになっている。旧姶良町に関してはそれ以前の山田村、帖佐町、重富村に分けて示す。
姶良町という町名は、1955年（昭和30年）の合併での成立時に郡名から採用されたものであった。姶良郡という地名は、古代に大隅国が設置された際の姶羅郡に由来している。しかしこの姶羅郡は現在の鹿屋市周辺の地名で、現代の姶良郡は桑原郡などと呼ばれていた。江戸時代頃から桑原郡の西部を始羅郡（しらぐん）と呼ぶようになり、これがかつての姶羅郡と混同されたことから、明治時代初期に姶良郡が正式な名前として採用されることになった。

### 蒲生町
畳の原料として使用した蒲草が繁茂していたことから、「蒲生」という地名が付いたとされている。「蒲生」という地名は他府県にも存在し、そのほとんどが「がもう」と読むが、こちらは「かもう」と濁らずに読む。
蒲生町漆（かもうちょううるし）
蒲生町の最北端にあり、農業地域である。市立漆小学校が所在する。かつては多くの金山が存在していた。面積は16.29 平方キロメートル、2010年10月1日現在166世帯301人が住む。
蒲生町西浦（かもうちょうにしうら）
北西部、薩摩川内市との境界に広がる地域で、山間部の低地に集落がある。養蚕業を中心産業としていた地域であった。市立西浦小学校がある。面積は11.76 平方キロメートル、2010年10月1日現在160世帯347人が住む。
蒲生町白男（かもうちょうしらお）
薩摩川内市や鹿児島市に挟まれた姶良市最西端にある地域で、前郷川に沿って集落と田が広がっている。2つの小学校があるがいずれも休校中。面積は22.41 平方キロメートル、2010年10月1日現在234世帯501人が住む。
蒲生町久末（かもうちょうひさすえ）
蒲生町南部の鹿児島市（旧吉田町）との境界に広がる地域で農業地帯である。蒲生城はこの地域に所在していた。江戸初期にはこの地区の蒲生城と前郷川の間の辺りに地頭仮屋がおかれていたが、享保頃に上久徳に移転した。面積は9.66 平方キロメートル、2010年10月1日現在73世帯161人が住む。
蒲生町北（かもうちょうきた）
上久徳の北西側に細長く広がっている地域で、上久徳に接するあたりは住宅が多い。市立蒲生中学校などがある。面積は3.82 平方キロメートル、2010年10月1日現在240世帯573人が住む。
蒲生町米丸（かもうちょうよねまる）
火山活動により形成されたマールであると考えられる米丸という盆地になっている。この盆地は深田になっていたが、明治中頃の耕地整理で広大な乾田に生まれ変わり、米の生産量が大幅に増加した。1955年（昭和30年）、山田村木津志の柊野地区を編入。蒲生カントリークラブが所在している。面積は8.25 平方キロメートル、2010年10月1日現在287世帯633人が住む。
蒲生町上久徳（かもうちょうかみぎゅうとく）
蒲生町の中心部で、整然とした区画の住宅地や商店街が広がりかつての武家屋敷の名残を留めている。蒲生八幡神社が所在している。面積は3.62 平方キロメートル、2010年10月1日現在1,012世帯2,326人が住む。
蒲生町下久徳（かもうちょうしもぎゅうとく）
蒲生川より南側にある地域で上久徳に比べると人口はずっと少なく田園地帯となる。県立蒲生高等学校が所在している。古代の駅伝制における蒲生駅はこの辺りに所在していたと考えられている。面積は3.66 平方キロメートル、2010年10月1日現在799世帯2,164人が住む。

### 姶良町

#### 旧山田村
山間の田んぼという意味で山田となったと考えられているが、古い時代の文書には記録がなく、1555年（天文24年）頃の文書に初めて「山田」という地名が現れている。しかし当時は帖佐郷の一部であり、1580年（天正8年）の文書で山田郷という独立した郷になっている。いつ頃に分割されたかははっきりしない。
北山（きたやま）
町北部の広い範囲を占めるが山間地であり、人口は少ない。市立北山小学校・スターランドAIRA・県民の森・梅北神社などがある。山田の北という意味で北山田ということが由来の地名。2010年10月1日現在179世帯323人が住む。
木津志（きづし）
重富郷成立の際に蒲生郷から山田郷に編入された、北山の西側に位置する地区であるが、城野神社とそれに関連する郷士のみは明治になるまで蒲生郷に属していた。また、柊野（くきの）地区は1955年（昭和30年）に蒲生町米丸に編入されている。切通しがなまって木津志になったとされる。2010年10月1日現在64世帯118人が住む。
上名（かみみょう）
北山の東側に位置する。目木金（めきがね）に危険物処理場がある。奈良時代に創建されたとされる黒島神社が所在する。元は山田村の一部。山田は開拓者である鈴木政氏・宮牟礼政良兄弟の名田であったことから、そのうちの上手を上名と呼んだことからついた地名である。2010年10月1日現在194世帯390人が住む。
下名（しもみょう）
山田の中心部で、かつては山田村役場が所在し、今も市立山田中学校・市立山田小学校などがある。山田の凱旋門はここに所在している。元は山田村の一部。上名に対して下手にあることから下名と呼ばれる。2010年10月1日現在251世帯573人が住む。
大山（おおやま）
下名の東側に位置する地域で、日枝神社がある。2010年10月1日現在90世帯342人が住む。

#### 旧帖佐町
大隅国府の税を収納する役職を帖佐職と呼んだことが起源であるとする説と、古代のこの地方の地名答西（たふせ）がなまったものであるという説がある。
寺師（てらし）
菅原道真の伝説がある臥龍梅がある。旧山田郷から編入。鈴木兄弟が奈良時代にこの地へやって来た時に、勧請した住吉大明神の神輿を増田のあたりに仮安置したところ、にわかに空が明るくなってあたりを照らし出したので、「てらし」という名前が付けられた。古くは「寺子」とも書いていた。2010年10月1日現在164世帯369人が住む。
住吉（すみよし）
摂津国の住吉大社から勧請したことから付いた地名で、北側に住吉池がある。2010年10月1日現在96世帯237人が住む。
永瀬（ながせ）
住吉の南側、蒲生町と隣接する地帯で水田が広がる。市立三船小学校が所在する。2010年10月1日現在57世帯152人が住む。
増田（ますだ）
永瀬と中津野の間にあり、水田地帯。住吉明神の勧請の際に、仮安置した神輿の前に臼や枡が出現し米が降ってきたことから、これを神の啓治として、枡田と名づけた。益田などともかつては書かれていた。2010年10月1日現在204世帯508人が住む。
中津野（なかつの）
蒲生川と山田川が合流して別府川となる地点にあり、中津野用水路によって水田が開かれた。老神（おいかみ）神社がある。2010年10月1日現在70世帯183人が住む。
深水（ふかみず）
山田川の左岸、山との間にある集落。2010年10月1日現在22世帯43人が住む。
豊留（とよどめ）
別府川の氾濫原に耕地整理された広大な水田地帯が広がっている。和銅年間に豊前国から移住してきた住民がここに住んだと言われている。2010年10月1日現在74世帯164人が住む。
三拾町（さんじゅうちょう）
平山了清が下ってきた時に、このあたりは幅が三十町にもおよぶ広い池になっていたとされることから付けられた地名である。西側は水田が広がるが、南側は麓集落になっている。2010年10月1日現在227世帯552人が住む。
鍋倉（なべくら）
旧帖佐町の役場があった地域で、古くからの帖佐の中心であった。平山城跡や米山薬師、島津義弘の館であった宇都御屋地跡、古帖佐焼窯跡などがある。市立帖佐小学校や姶良郵便局などを中心に集落がある。2010年10月1日現在367世帯948人が住む。
東餅田（ひがしもちだ）
姶良町の南東側の別府川沿いに広い地域を占めており、大半が新しく開発された住宅地となっている。帖佐駅や鹿児島県総合運転免許試験場がある。海岸側の通称地名は松原と呼ばれていたが、2011年10月8日付で住居表示が設定され独立した町となった。2010年10月1日現在4,373世帯10,680人が住む。
松原町（まつばらまち）
東餅田における区画整理事業の進展に伴って、2011年10月8日付でその一部が分離されて松原町一丁目 - 松原町三丁目として発足した町。2015年4月には市立松原なぎさ小学校が開校した。
西餅田（にしもちだ）
東餅田との間には宮島町と西宮島町が挟まっている。市立帖佐中学校や姶良駅などがある広い地域で、国道10号バイパスなどを中心に郊外型の店舗なども発達している。海岸側は古くから住宅があるが、北側は新興の団地が多い。2010年10月1日現在4,646世帯11,796人が住む。
宮島町（みやじままち）
合併で姶良町が成立した後、1968年（昭和43年）に東餅田と西餅田の一部を分割して設置した新たな町である。姶良町成立後に新たに姶良町役場が建設されて姶良町の中心部として発展し、都市計画に沿って発達した商業地域が広がっている。姶良市役所の本庁はそのまま姶良町役場に置かれている。2010年10月1日現在510世帯1,051人が住む。
西宮島町（にしみやじままち）
宮島町の西側で同じく合併後に新たに設置された。2010年10月1日現在260世帯576人が住む。

#### 旧重富村
1739年（元文4年）にそれまでの帖佐郷から分割されて重富郷が設置された地域で、越前島津氏を再興してその領地としたことから、越前島津氏初代の所領であった越前国の地名から採られて重富と名づけられた。
船津（ふなつ）
重富の中心部からは台地を越えて北にある地域。かつては姶良町立船津小学校があったが旧帖佐町立の三叉小学校と合併して市立三船小学校となった。両地区を結ぶ橋も三船橋である。平山了清の下ってきた時に、別府川を遡上してこの付近にあった石に括りつけて繋留したという伝説があることから船津という名前が付いたという説があるが、実際にはこれより前から船津の名前は記録に残されており、単に別府川の船着き場という意味では無いかとされる。明治初年、春花村を合併。2010年10月1日現在364世帯821人が住む。
西姶良（にしあいら）
新興住宅団地姶良ニュータウンに新たに設置された地名（旧名は平松）。西姶良1丁目から4丁目に分かれている。2010年10月1日現在1,345世帯3,743人が住む。
池島町（いけじままち）
思川の屈曲している部分にある町で、国道10号姶良バイパスが開通したことによって発展しつつある。かつては平松と脇元の一部であったが、1975年（昭和50年）1月7日に分割されて成立した。2010年10月1日現在545世帯1,286人が住む。
永池町（ながいけまち）
池島町の西側にあり、同じく合併後の設定地名。2010年10月1日現在379世帯953人が住む。
平松（ひらまつ）
重富の大半を占めている地区で、重富の中心部から鹿児島市との境界まで広がっている。市総合運動公園や、市立重富小学校、市立重富中学校、市の重富出張所などがあり、都市化が進展している。明治初年、触田村を合併。2010年10月1日現在3,185世帯8,009人が住む。
脇元（わきもと）
重富駅や重富漁港がある重富の海岸側の地名で、崖下を鹿児島市との境界までつながっている。2010年10月1日現在749世帯1,652人が住む。

### 加治木町
加治木という地名は、船の舵を置いておいたら、そこから芽が出て木が生えたという「柁の木伝説」に由来する。ここから「柁木」「柁城」と呼ばれるようになり、やがて「加治木」になったとされている。加治木町仮屋町にはこの伝説の木に由来するとされるクスノキがあり、その向かいには市立柁城小学校（だじょうしょうがっこう）がある。また加治木町の町の木はクスノキであった。
加治木町西別府（かじきちょうにしべっぷ）
加治木町の北西部、姶良町との境界付近にあり、また北側は霧島市に面している。加治木町の中では面積が最大であったが、人口は少なく山間に小さな集落が点在するのみである。市立永原小学校や高岡公園、さえずりの森、市のごみ焼却場などがある。2010年10月1日現在293世帯635人が住む。面積は13.89 平方キロメートル。
加治木町辺川（かじきちょうへがわ）
西別府と小山田の間にあり、もともと旧山田村の飛地であった地域で、飛地の不便を解消するために1957年（昭和27年）10月10日に加治木町へ編入された。山間部に小さな集落がある。2010年10月1日現在87世帯195人が住む。面積は2.92 平方キロメートル。
加治木町小山田（かじきちょうこやまだ）
加治木町北東部の霧島市との境界付近に広がる十三塚原と呼ばれる台地の地域で、道路沿いに集落がいくつかある。龍門司焼（りゅうもんじやき）の生産が行われる地域で、陶夢ランドがある。2010年10月1日現在620世帯1,421人が住む。面積は11.70 平方キロメートル。
加治木町日木山（かじきちょうひきやま）
日木山川より東側にある地域で霧島市との境界に当たっている。霧島市に食い込むように東に延びている。南部は海岸に面し霧島市との境界が黒川岬となっている。また加治木のシンボル的な存在である蔵王岳がある。精矛神社がある。2010年10月1日現在292世帯711人が住む。面積は5.21 平方キロメートル。
加治木町木田（かじきちょうきだ）
網掛川より西側にあり、隣接する姶良町と別府川で境界を接している。国道10号が通っており、これを中心にレストランや大型店舗などが立ち並んでいる。人口も多く、国立病院機構南九州病院・姶良市消防本部・市立加治木小学校・龍桜高等学校・市文化会館「加音ホール」などがある。2010年10月1日現在3,079世帯8,520人が住む。面積は5.36 平方キロメートル。
加治木町新生町（かじきちょうしんせいまち）
JR日豊本線と国道10号バイパスの間にある団地の広がる地域。錦江駅のすぐ北側にある。2010年10月1日現在773世帯1,985人が住む。面積は0.20 平方キロメートル。
加治木町錦江町（かじきちょうきんこうまち）
1957年（昭和32年）に木田から分割されて設置された。町名は鹿児島湾の別名である錦江湾にちなむ。市立錦江小学校（にしきえしょうがっこう）があり、商店と住宅が混在している。2010年10月1日現在304世帯663人が住む。面積は0.14 平方キロメートル。
加治木町反土（かじきちょうたんど）
日木山川と網掛川の間の市街地の大半にあたる広い地域を占めていたが、1957年（昭和32年）2月に仮屋町・新富町・本町・諏訪町・港町・朝日町を分割しており、残った反土はこれらを取り囲むようにひらがなの「つ」の字のような形になっている。大半は住宅地であり、加治木中学校が所在する。九州自動車道の加治木ジャンクションもあり、加治木インターチェンジもかつてはこの地域であったが、隼人道路との接続の関係で東隣の日木山地区に移転している。2010年10月1日現在2,202世帯5,311人が住む。面積は1.43 平方キロメートル。
加治木町仮屋町（かじきちょうかりやまち）
JR日豊本線より北側の市街地北部の地域で、県立加治木高等学校や市立柁城小学校、家庭裁判所の加治木支部などがある官公庁の中心地帯である。島津義弘が一時期館を構えていた。また加治木島津氏の子孫や家臣団が住んでいる地区で、数多くの文化財があり、古くからの住宅などが多い。2010年10月1日現在262世帯599人が住む。面積は0.17 平方キロメートル。
加治木町新富町（かじきちょうしんとみまち）
仮屋町の東側、日豊本線の北側にある小さな地域で、県立加治木工業高等学校がある。2010年10月1日現在176世帯413人が住む。面積は0.10 平方キロメートル。
加治木町諏訪町（かじきちょうすわまち）
新富町の南側、朝日町の北側にあり、北側に加治木駅がある。官公庁と住宅が混在した地域となっている。加治木電話局、加治木労働基準監督署、県合同庁舎、加治木税務署などが所在する。2010年10月1日現在227世帯425人が住む。面積は0.10 平方キロメートル。
加治木町本町（かじきちょうもとまち）
加治木町の市街地中心部にあり、加治木町役場もこの地域にあった。商店街があり地域の商業の中心的な地域でもある。2010年10月1日現在270世帯558人が住む。面積は0.13 平方キロメートル。
加治木町朝日町（かじきちょうあさひまち）
市街地の南東側にあり、住宅が広がっている。国道10号が東西に通り、浄土真宗の性応寺がある。2010年10月1日現在272世帯583人が住む。面積は0.10 平方キロメートル。
加治木町港町（かじきちょうみなとまち）
加治木町市街地南西側にあり、名前の通り加治木港がある。この港の周辺は工業地域となっている。また加治木警察署が所在していた。2010年10月1日現在166世帯323人が住む。面積は0.16 平方キロメートル。

## 気候
年間平均気温は約17度、年間降水量は約2,200 mm程度で、降水量の大半が6月から9月に集中している。夏から秋に掛けて台風が襲来することが多い。また、市の南20 kmほどのところに桜島があり、火山活動時に北向きの風が吹くと火山灰が降ることがある。鹿児島県本土の他の市町村と同様に、天気予報で報じられる桜島上空の風向き予測は大きな関心事である。
| 月            | 1月   | 2月   | 3月   | 4月   | 5月   | 6月   | 7月   | 8月   | 9月   | 10月 | 11月  | 12月 |
| ------------- | ----- | ----- | ----- | ----- | ----- | ----- | ----- | ----- | ----- | ---- | ----- | ---- |
| 平均気温（℃） | 5.7   | 8.1   | 9.0   | 14.0  | 19.4  | 24.4  | 29.0  | 29.1  | 25.7  | 21.2 | 13.7  | 8.3  |
| 降水量（mm）  | 115.0 | 183.5 | 145.5 | 263.5 | 209.0 | 427.0 | 460.0 | 222.5 | 133.5 | -    | 107.5 | 58.5 |

## 歴史

### 先史時代
姶良市では、旧石器時代の遺跡は蒲生町内に大原遺跡や竹牟礼遺跡などが見られるが、姶良町や加治木町内では確認されていない。縄文時代の遺跡は、縄文海進により低地の大部分は海の中であったため台地の上や微高地に集中している。三代寺遺跡・日木山遺跡・干迫遺跡・鍋谷遺跡・鍋倉遺跡・宮下遺跡などがある。弥生時代以降になると低地にも遺跡が出現する。

### 律令制度の確立と崩壊
713年（和銅6年）4月、日向国の一部を割いて大隅国が設置された。朝廷による支配に対して隼人族は抵抗したため、豊前国から住民を移住させ、桑原郡を建てた。これが現在の姶良郡にほぼ相当する。和名類聚抄によれば、移住させた先として大分（おほきた）・豊国（とよくに）・答西（てふさ）という地名があったとされ、このうち大分は北山、豊国は豊留、答西は帖佐に比定する説がある。一方、大分を蒲生町北とする説もある。
和銅年間には、福岡志賀島から鈴木三郎政氏、四郎政良の兄弟が摂津国の住吉明神（住吉大社）を勧請してこの地にやってきて、住吉地区に神社を築いた。現在でもその子孫とされる人が居住しており、また住吉池という名前の由来でもある。弟の政良は山田地区の開拓を行い、黒島神社を築いている。
大隅国の国分寺に使われた瓦は、船津にある宮田ヶ岡遺跡の窯跡のものと特徴が一致しており、ここで焼かれたものであると考えられている。
日本後紀によれば、古代の駅伝制において大隅国蒲生駅と薩摩国田尻駅の間が長すぎるために804年（延暦23年）3月に薩摩国櫟野村に新たな駅を設けたという記述があり、これが「蒲生」という言葉が文献に現れる最初である。この蒲生駅は、現在の蒲生町下久徳付近にあったと比定されている。大隅国の国府があった国分付近と薩摩国の国府があった川内付近を結ぶ経路上の拠点であったと見られている。
薩摩国・大隅国はもともと人口が少なく、田畑も少なかったことから開墾を奨励するために班田収授法の適用が遅れていたが、800年（延暦19年）になってようやく施行された。しかし次第に律令制は崩壊に向かい、貴族や寺社による私有地化が進んでいった。

### 豪族の割拠
この頃、加治木地方を郡司として支配していたのは、後漢の霊帝が先祖だとされる大蔵氏一族であった。魏に追われて朝鮮半島に逃れた霊帝の孫孝延王の子孫が来日して帰化し、播磨国大蔵谷を領地としたことから大蔵氏を名乗るようになったとされる。大蔵氏の一族は940年（天慶3年）頃、藤原純友の乱（承平天慶の乱）の鎮圧に関連して九州地方各地に下向したとされている。加治木の大蔵氏もこのときに下向したのではないかと考えられているが、確実な資料は残されていない。後に加治木氏を名乗るようになり長期に渡って加治木を支配した。当初は日木山（古代の地名では肥喜山）付近を拠点としていたが、後に加治木城を築いて本拠とした。
もともと、国 - 郡 - 郷の三層構造の郡郷制を採っていたが、平安末期になるとこれに改変が行われ、郡・郷・院がそれぞれ対等な形で国に属するようになっていた。姶良市にあたる地域では、蒲生院・帖佐郡・加治木郷となっていたとされている。このうち帖佐郡が後の姶良町にほぼ相当する。
宇佐八幡宮の留守職であった藤原教清が宇佐八幡大宮司の娘との間に儲けた息子藤原舜清は、1120年（保安元年）に大隅国の垂水へ下ってきて、続いて1123年（保安4年）正月に蒲生院に入ってこの地域の総領職となった。そして宇佐八幡宮を勧請して蒲生八幡神社を創建した。以後、舜清とその子孫は蒲生氏と称して、蒲生城を中心としてこの地域を支配するようになった。
1135年（保延元年）2月1日の「宮永社役支配状」に「加治木郷」の名前が出たのが加治木という地名の初見とされる。この頃帖佐郡は藤原忠実により1136年（保延2年）、大隅正八幡宮（鹿児島神宮）へ寄進された。大隅国府でこうした税を収納する職を帖佐職と呼んだことが、帖佐という地名のおこりという説がある。しかし、古代の答西（たふせ）という名前がなまったという説もある。
この地域の土地は、平安末期になると次々に大隅正八幡宮へ寄進された。大隅国においては、島津荘に代表されるように半不輸地であるが領主の権限が強く、国衙の支配が及ばない寄郡（よせごおり）と呼ばれる荘園が広がっていたため、宗教的な権威に頼ってでも支配地を確保するために大隅正八幡宮への寄進が進められたものと考えられている。正八幡宮領では、官物は国衙へ、雑役は正八幡宮へ納められた。
鎌倉幕府は、文永の役を受けて博多湾周辺などに防備のための元寇防塁を整備した。この際に各地に防塁建造作業の割当を行っており、このうち大隅国に対して割り当てられた分については1276年（建治2年）の「大隅国在庁石築地役配符」という文書に詳しい記録が残されており、その当時の大隅国の様子を知る手がかりとなっている。この文書によれば、現在の姶良市のあたりは蒲生院・帖佐郷・加治木郷に分かれていたものとされる。帖佐郷は姶良町に相当するが、鍋倉地区は加治木郷に、脇元地区は蒲生院に属していたとされる。
1282年（弘安5年）、山城国石清水八幡宮から平山了清が下ってきて、大隅正八幡宮領の帖佐郷を治めることになった。了清は、姶良町の海岸部である松原地区（現在の大字では東餅田）に一旦上陸し、その後別府川を遡って船津で船を係留して一晩を明かし、翌朝東側の三拾町に上陸したという故事がある。大隅正八幡に対して新正八幡と称する神社を山の上に作り、また平山城を造営して居城とした。この新正八幡宮は現在も存在しており（現八幡神社）、社殿の前には了清が植えたといわれる樹齢700年あまりの大銀杏がある。平山氏はその後帖佐郷各所に城を築いて一族で支配を行った。こうして、蒲生院は蒲生氏、帖佐郷は平山氏、加治木郷は加治木氏という豪族がそれぞれ治める土地となった。

### 南北朝の争乱と豪族の勢力争い
南北朝時代から室町時代にかけては、この地域の各豪族の間で争いが繰り返された。足利尊氏は多々良浜の戦いに勝利すると、九州に押さえを残して上京し中央で北朝を樹立した。多々良浜の戦い後、足利尊氏は南九州方面の制圧を進めるために、畠山直顕や島津貞久を南九州へ派遣した。そして南朝方の勢力と戦ったが、1341年（北朝: 暦応4年/南朝: 興国2年、以下併記の際は北朝年号を先に記す）頃には南朝方の懐良親王が薩摩に入るなどして南朝の勢力が依然として強かった。さらに観応の擾乱で足利尊氏の弟足利直義と執事高師直が対立し、直義派の足利直冬が九州へ下向したために九州は北朝方（武家方）・南朝方（宮方）・直冬方の三つ巴の争いとなった。薩摩・大隅では多くの地元豪族は南朝方であり、島津貞久は北朝方、畠山直顕は直冬方であった。また、蒲生氏は当初畠山直顕の配下であったが、後に南朝方となった。平山氏はこの時期の動静がはっきりしていないが、北朝元号を用いた文書を残していることなどから北朝方であったと推測されている。
島津と畠山の間では、当初は直冬方の畠山直顕の勢力が強く、島津貞久の跡を継いだ島津氏久は苦戦していた。中央からの来援を請うていたが、幕府の余裕がなく、やむを得ず島津氏は1356年（延文元年/正平11年）10月に南朝方の三条泰季に降り地元の南朝勢力の支援を受けて畠山直顕に対抗することにした。この年10月25日に畠山方の加治木岩屋城攻撃が行われ、翌年1月21日・25日にも戦いが行われた。さらに1357年（延文2年/正平12年）2月には島津氏久が帖佐萩峰城で野元秀安を攻撃し、南朝方の三条泰季もまた3月20日には加治木浜の戦いで畠山直顕配下と交戦した。また肥後国の南朝勢力である菊池氏が日向国にいた畠山直顕を攻撃したこともあって畠山直顕の勢力は衰退した。その後、再度島津氏久は北朝方に戻った。
1411年（応永18年）8月にこの頃の島津の当主、島津元久が死去すると、一族の伊集院頼久は自分の子供を次の当主にしようとたくらみ、元久の弟島津久豊と争いになった。蒲生氏は島津氏に従ったが、平山氏と加治木氏は伊集院氏を支持し、一時的に島津氏と争うようになった。しかし伊集院氏が打ち破られるとともに平山氏・加治木氏も島津氏と和解し、再度島津氏の配下となった。その後、伊集院氏の残党が1436年（永享8年）に平山城に攻め込んできたが、平山氏はこれを打ち破った。
その後島津氏と平山氏の関係は、理由は不明ながら再度悪化し、1458年（長禄2年）、島津季久が平山氏に代わって帖佐郷を支配するようになり、瓜生野城（後に建昌城と呼ばれるようになる）を築いた。1459年（長禄3年）には平山氏は島津忠国に敗れて指宿に移されている。
島津季久は、1459年（長禄3年）に蒲生を攻撃し、まだ若かった蒲生氏15代当主蒲生宣清はこれに対抗することができずに、島津忠国の指示を受けて給黎に移ることになった。その後は島津季久の子島津忠廉が蒲生を支配していた。蒲生宣清は終始島津忠昌の配下として行動し、島津季久が島津忠昌と対立するようになると季久方の揖宿城を攻撃するなどし、ついに1495年（明応4年）閏2月に旧領の蒲生を与えられて復帰することができた。
季久の子島津守興（起宗和尚）は、薬師如来を信奉し、この頃越後国米山薬師を参詣した時に得た薬師如来像を持ち帰り、平山城南端の山が米山に似ていることからこの地に堂を建てて安置した。これが帖佐の米山薬師の由来である。
1495年（明応4年）加治木の加治木久平が平山城を襲うが、島津方の守備が堅く撃退された。この時に守備していた川上忠直は戦功により帖佐の地頭を任じられ、領地の名から辺川忠直と改名した。翌1496年（明応5年）島津忠昌は加治木久平を平定し、加治木氏は阿多に移されて加治木氏の加治木支配が終焉した。加治木氏の没落後、島津忠昌は家臣の伊地知重貞を加治木地頭に任じた。

### 島津氏の支配の確立
その後、島津氏第14代当主島津忠兼（後の島津勝久）の時代には領内が混乱し、島津実久が後継を狙うなどしたため、忠兼は智将とされた島津忠良（日新）に領地を与えて力を借りることにした。そして忠良の子を忠兼が養子に迎えて第15代当主島津貴久とした。1526年（大永6年）、先に島津宗家に協力して加治木氏の叛を収めることに貢献した辺川忠直が今度は島津実久に協力して忠兼に対して反旗を翻した。忠良はこの年の12月7日に帖佐の平山城を攻撃し、辺川忠直を平定した。この時に実久側から辺川氏に援軍として派遣されていた島津安久は戦死した。後の参議院議員迫水久常はこの安久の直系の子孫に当たる。平定後、平山城には島津昌久が配置され帖佐地頭となった。
しかし翌1527年（大永7年）5月、加治木地頭の伊地知重貞と帖佐地頭島津昌久は共に島津実久側について島津忠良・貴久に背いた。島津忠良の軍勢がこれを討伐したために、伊地知氏の加治木支配も終焉した。その後、帖佐には伊地知重辰を、また山田城には川越重博を配した。
一旦島津貴久に守護職を譲った島津勝久が再び国政を執ろうとしたことなどから混乱が生じ、この隙に乗じて1529年（享禄2年）1月22日、祁答院氏2代の祁答院重武は帖佐に攻め入り平山城と山田城を陥落させた。この後しばらく帖佐は祁答院氏の領地となった。
また加治木では伊地知重貞の反乱後の混乱に乗じて、溝辺郷の肝付兼演が加治木を入手し、1534年（天文3年）にここを支配した。これに対して島津忠良と貴久は1542年（天文11年）に加治木を再度攻撃したが、この時は蒲生・帖佐からの兵が肝付氏を支援したため攻略できなかった。一度は和解したものの、1549年（天文18年）になり帖佐の祁答院良重、蒲生の蒲生範清らと謀って再度叛旗を翻し、島津方の吉田城を攻撃しようとした。島津貴久は伊集院忠朗に命じて肝付氏を攻撃させ、11月に降伏させた。翌年4月に改めて加治木は肝付氏に与えられ、以後1595年（文禄4年）10月26日に喜入に移るまで、4代68年に渡り肝付氏が加治木を治め、一貫して島津氏の配下として行動した。
1554年（天文23年）、島津方となった肝付氏と蒲生氏の対立から、祁答院良重、入来重嗣、蒲生範清が島津氏に対して背いた。蒲生氏は援軍の菱刈氏・渋谷氏などとともに加治木の肝付氏を攻撃し、これに対して島津貴久が救援を送った。蒲生から加治木に掛けての各地で戦いが繰り広げられた後、9月になって岩剣城の戦いが起こった。島津氏が日本で初めて鉄砲を実戦で使用したと言われる（異説もある）。堅城であるため苦戦したが、10月3日になり陥落した。
さらに1555年（天文24年）肝付氏と共に帖佐平山城の祁答院良重を攻撃して4月2日祁答院へ敗走させた。その後鎌田政年が帖佐地頭として配され、同年7月27日に祁答院氏が帖佐を奪還しようとして来襲した際には援軍を得ながら祁答院氏を大破した。1556年（弘治2年）には松坂城を3月と10月の2回に渡る攻撃で陥落させて、祁答院氏からの蒲生氏への救援をほぼ絶った。そして蒲生氏の援軍に来ていた菱刈氏を1557年（弘治3年）2月から3月に掛けての戦闘で撃破し、菱刈陣を陥落させたことで蒲生城の包囲を完成させた。援護の得られなくなった蒲生範清は、同年4月20日ついに降伏し、祁答院方面へ退去していった。こうして蒲生氏は平安以来の領地を失い、この地域の島津氏の支配がほぼ確立した。
豊臣秀吉の九州征伐の結果、島津氏は豊臣氏に従うことになった。この際加治木郷約1万石は秀吉の蔵入地とされ、石田三成がその代官となった。ただしこの頃の加治木郷には後の隼人町や溝辺町（いずれも霧島市の一部）となる嘉例川（当時は佳例川）、竹子、溝辺、崎森などが含まれている。これにより肝付氏は喜入に移った。太閤検地においては帖佐郷は7864石あまりの土地が記録されている。
蒲生氏の平定後、帖佐郷の山田地区などを治めていた梅北国兼は、梅北一揆を起こして豊臣秀吉に対して背いた。これはまもなく鎮圧され、国兼は殺された。この件を7人の家来が山田地区にいた家族に急報し、その後木津志と北山の間の七ツ島と呼ばれる場所で主人に殉じて切腹したという伝説が残されている。ただし、梅北一揆の時期には国兼は既に湯之尾の地頭へ転出していたため、この話は事実ではないとする見方もある。
文禄の役から帰国した島津義弘は、1595年（文禄4年）、鍋倉地区に新築した御屋地（おやち）と呼ばれる館に入り居住した。これ以来この地域は帖佐郷の中心として発展した。義弘が朝鮮半島から連れ帰った陶工により、古帖佐焼などの窯が開かれている。後に加治木に移り、現代に伝わる龍門司焼の元祖ともなった。また出兵の功績により1599年（慶長4年）1月9日、豊臣氏の直轄領が島津氏に返還され、加治木郷もまた島津の領土に復した。

### 薩摩藩による統治
1600年（慶長5年）、関ヶ原の戦いにおいて島津義弘は敵中突破の退却を行い、帖佐郷に引き上げてきた。その後しばらくの間、徳川氏に対する抗戦のため建昌城や蒲生城などの修築が行われている。義弘は桜島にて一時謹慎するが、隠居して再び帖佐に住んだ。1606年（慶長11年）、義弘は平松館（現在の重富小学校の位置）に館を移し、さらに1607年（慶長12年）、加治木館（現在の加治木高校の位置）に館を移した。その後は義弘は領内の産業と人材の育成に努めた。天正年間から寛永年間までは現在の加治木町本町にあった銭屋町で加治木銭を鋳造させて広く流通させた。また朝鮮出兵時に連れ帰ってきた職人により製陶業や養蜂業などを興した。網掛川の上流の滝から分水して加治木館に水を引き、これを周辺の田畑にも分けるなどして農業の振興にも努めた。網掛川に堤防を築いて治水にも努めている。また、加治木くも合戦は義弘にまつわる故事が残されている。義弘は1619年（元和5年）7月21日に加治木館で亡くなった。
江戸時代の薩摩藩では、外城制と呼ばれる領内支配体制が敷かれ、加治木、重富、帖佐、山田、蒲生の外城（1784年（天明4年）4月以降は郷）が置かれた。このうち加治木と重富が一門家の私領で、他は直轄の地頭所が置かれていた。それぞれに麓と呼ばれる支配階層の武士が住む集落が作られ、そこから領民の過酷な支配が行われた。これらの郷の下にさらに村が置かれて、各村には庄屋が配置され、さらに名主がこれを助けていた。
加治木郷は高井田・日木山・小山田・反土・木田・西別府の6村で構成されており、後に高井田は木田に統合された。帖佐郷は深水・三十町・永瀬・中津野・鍋倉・豊留・増田・住吉・西餅田・東餅田・寺師の11村で、山田郷は木津志・上名・下名・大山・北山・辺川の6村で、重富郷は平松・脇元・船津・春花・触田の5村で構成されていた。ただし触田村については吉田郷から編入した経緯から薩摩国鹿児島郡の一部とも分類されている。蒲生では、当初軍事的に重要とされた北村と松坂にも独立した地頭が置かれたが、初代のみで2代以降は置かれなかった。蒲生郷は久末・西浦・白男・米丸・上久徳・下久徳・漆・北の8村で構成されていた。
また薩摩藩では、麓の周辺などで商業を行う集落ができているところを当初岡町、後に野町と呼び、また漁業を担う集落を浦浜、半農半漁の集落を半浦と称していた。山田郷の野町は西田野町で下名の集落から山田川を渡って南側にあった。帖佐郷の野町は納屋町で、鍋倉地区の別府川沿いにあった。帖佐の野町は薩摩藩では国分の野町に続いて2番目の規模であったとされ、蒲生の野町は8番目とされている。蒲生の野町は蒲生麓の外れにあった。浦浜としては、帖佐郷の松原浦（東餅田の海岸付近）、重富郷の脇元浦、半浦としては納屋町と十日町（東餅田の別府川沿い）があった。
1625年（寛永2年）7月15日、島津家久（義弘の子、第18代太守）の第3子、島津忠朗は加治木に入り、島津氏の一族中最も家格の高い一門家である加治木島津家の初代となった。1645年（正保2年）、宮之城領主で薩摩藩の家老を兼任した島津久通が殖産興業政策を進め、蒲生地区で蒲生杉と蒲生和紙の生産を進めさせた。1664年（寛文4年）、触田に井堰が造られて、現在も使用されている用水路、中溝が建設されている。この当時の触田はまだ吉田郷であった。
1737年（元文2年）3月27日、島津忠紀が越前島津家を再興し、その領地とするために1739年（元文4年）帖佐郷より分割して重富郷が成立した。重富郷成立以前の時期に、帖佐郷から既に山田郷が分割されていたが、いつ頃どのような経緯で分割されたかははっきりしていない。帖佐郷のうち平松村、脇元村、船津村、春花（はるげ）村、吉田郷のうち東佐多浦村の一部（触田村として分離）が重富郷となった。また帖佐郷を補うために山田郷から寺師村が編入され、これを補うために蒲生郷から木津志村が山田郷に編入されて、姶良町合併前の帖佐・重富・山田の町村の形がほぼ成立した。重富の名は、越前島津家初代の島津忠綱の領地であった越前国重留に由来し、後に重富に改めたとされるが、現在の福井県にはそのような地名はないとされる。この重富島津家も一門家とされた。
1752年（宝暦2年）、水口ゆきえが中津野用水路を完成させたが、その知恵を恐れて暗殺された。加治木島津家第6代の島津久徴は、1775年（安永4年）長崎から学者の伊藤世粛を招聘し、1784年（天明4年）に加治木に郷黌毓英館（いくえいかん）という学校を設立した。1810年（文化7年）と1812年（文化9年）の2回にわたり、伊能忠敬によりこの地域の測量が行われている。

### 近代化の進展
明治になると、それまでの各郷村を治めていた統治形態が変更となり、しばらくの間はめまぐるしく制度が変わっていくことになった。1869年（明治2年）6月に軍制が敷かれ、各村に常備隊が置かれることになった。この際に各郷に小隊が置かれた。1870年（明治3年）加治木に郡治所が置かれ、姶羅・桑原・西囎唹の三郡を統括することになった。これは現在の加治木簡易裁判所・加治木区検察庁の建っている場所に置かれた。
1871年（明治4年）7月14日、廃藩置県が行われ、加治木・帖佐・山田・重富・蒲生の5郷は一旦鹿児島県に属したが、11月14日に領域が分割されて、これらの地域は都城県となった。1872年（明治5年）には大区・小区が置かれて、大区には区長、小区には戸長を置いた。戸長役場がそれぞれに置かれて、壬申戸籍の作成や地租改正などの作業に当たった。1873年（明治6年）1月15日、都城県が廃止され鹿児島県に戻っている。同年、鹿児島県内6箇所に支庁が配置され、加治木は第一支庁となった。姶良・曽於・伊佐の各郡と薩摩郡のうち黒木・大村・藺牟田、大島の十島村・三島村を範囲としていた。
1877年（明治10年）には大小区制となり、加治木は第59大区とされ、51区重富、52区帖佐、53区蒲生、54区山田、58区溝辺を含めて管轄することになった。またこの年、西南戦争により鹿児島県庁が焼失したため、一時的に加治木に県庁が置かれている。1878年（明治11年）7月22日、大小区制が廃止されて郡・町村制に戻された。
1877年（明治10年）の西南戦争に際してはこの地域も戦場となり、西郷軍が北部で戦っている間に本拠地鹿児島を攻撃しようとした政府軍が鹿児島方面の戦いを起こし、5月22日重富に政府軍が上陸した。その後鹿児島の城山方面で西郷軍が敗れると、次に西郷軍が集結すると予想された都城方面を挟撃するためにこの地域に政府軍が派遣された。これを迎撃するために西郷軍の鉄砲隊が帖佐の松原付近で戦闘を繰り広げた。後にこの部隊は撤収し、蒲生と吉田の境にある佐山越を守備した。6月29日に政府軍との間で激しい戦闘が行われ、西郷軍は退却した。その後、西郷軍主力は宮崎県北部での可愛岳の包囲を突破して鹿児島への帰還を行った。この際、8月30日に山田に、8月31日に蒲生に宿泊して、翌9月1日に鹿児島へ入っている。
なお、桑原郡の西部は中世始めに帖佐郡として独立したが、近世始め頃から始羅（しら）郡の呼称が使われるようになり、これが律令の昔に設置された姶羅（あいら）郡（現在の鹿屋市付近）と混同されてこの地域が姶良郡と称されるようになった。鹿屋市の合併前の町に吾平町（あいらちょう）という同じ読みの町があったのはこのためである。1871年（明治4年）11月4日の鹿児島県庁布告により正式に姶良郡となり、1896年（明治29年）に残りの桑原郡と西囎唹郡を合併して今の姶良郡が成立した。1889年（明治22年）4月1日には町村制施行により、現在の市域に姶良郡加治木村・帖佐村・重富村・山田村・蒲生村が発足している。
1901年（明治34年）、加治木村・帖佐村・重富村を通って鉄道が開通し、加治木駅と重富駅が設置されるが、当初は駅間が短すぎるとの理由で帖佐駅は設置されなかった。帖佐村・山田村・蒲生村の住民からの請願により、1926年（大正15年）になって帖佐駅が開設された。鉄道が開通すると、蒲生から重富駅や帖佐駅へ向かう道路が整備されるなど、陸上交通網の整備が進んだ。一方でそれまで重富と鹿児島の間の難所白銀坂のために、姶良郡と鹿児島方面の交通は主に鹿児島湾上の船に頼っており、その港として繁栄していた加治木は鉄道開通により打撃を受けることになった。
加治木では養蚕と製糸業の奨励が行われ、1897年（明治30年）には現在の加治木中学校の位置に鹿児島授産場の分場が設置され、1906年（明治39年）には蒸気製糸場の「桜島館」ができた。1931年（昭和6年）には郡是製糸工場が発足したが、大戦に際して軍需用に転用された。また藩政末期頃から加治木・帖佐において塩田を建設する計画があり、実際に建設されたが加治木では台風の影響などにより短期間で放棄され、帖佐のものが松原塩田として発展し、帖佐村の財政を支えた。また帖佐村では木炭やかます（わらを編んで作った袋）が生産されて鹿児島県において大きなシェアを占めていた。蒲生においては、新しい時代の殖産興業や教育の促進、公共事業などに役立てるための財政基盤を固める目的で、士族が官有林などの払い下げを受けて資産の共有組織「士族共有」を結成していたが、1920年（大正9年）6月30日に法人化して社団法人蒲生士族共有社となった。蒲生士族共有社では蒲生出身者の教育費の支援を行うほか、蒲生での道路工事など公共事業への支援を行った。
1912年（明治45年）6月1日加治木村が鹿児島県内で最初の町制を施行して加治木町となった。続いて1928年（昭和3年）11月1日に蒲生村が町制を施行して蒲生町となった。1942年（昭和17年）4月1日帖佐村が町制を施行して帖佐町となった。

### 第二次世界大戦の被害と復旧
第二次世界大戦に際しては、加治木町が空襲で大きな被害を受けた。加治木町への空襲は2回あり、1945年（昭和20年）4月26日の1回目の空襲では延べ5万坪（約16.5 ヘクタール）が焼失し、死者17人を出した。8月11日の2回目の空襲では、18機の航空機により焼夷弾の投下と機銃掃射が行われ、延べ19万7000坪（約65 ヘクタール）が焼失し死者26人を出した。この中には旧制加治木中学校（現鹿児島県立加治木高等学校）の生徒14人が含まれている。これらの空襲により、加治木市街地の広い面積が焼失し、主要な官公庁もほぼ焼失した。加治木町役場も焼失したことから、大戦前の加治木町の公的記録はかなりの欠損がある。このほか姶良町方面では7月27日山田橋付近、8月5日松原、8月6日脇元と相次いでアメリカ海軍艦載機に空襲を受けて多数の建物が焼失、死傷者が出た。
戦争が終結すると、加治木では1945年（昭和20年）の10月から12月頃まで、外地からの引揚者の受け入れを行った。これは当初受け入れ地として想定された鹿児島がより酷く戦災を受けていて受け入れ能力がないと判断されたため、代替地として用いられたものである。約2万6700人が加治木港に上陸した。また空襲で大きな被害を受けた加治木は戦災都市に指定され、焼け跡の整理と市街地の整備が進められて、こんにちに見られるような街区がおおむねこの時期に形成された。蒲生においては蒲生士族共有社が米軍により実情を調査されるなどし、既に士族でこのような事業を独占している時代ではないとの判断もあって、1946年（昭和21年）6月12日の総会で解散を決議し、共有社の資産をもとに新たに12月25日に蒲生殖産興業株式会社の設立総会が行われた。農地改革の関係から耕地についてはおおむね小作人に対して譲渡されたが、山林については引き続き所有し、これから上がる収益で配当を行うとともに公共事業への貢献を行っている。

### 大戦後の発展
第二次世界大戦後まもなく、行政改革のための町村合併の動きが始まった。加治木・帖佐・重富・山田・蒲生の3町2村合併での姶良郡西部市の構想があったが実現しなかった。1947年（昭和22年）8月1日にまず溝辺村（後に溝辺町を経て霧島市の一部）崎森の長谷集落が加治木町に編入された。また同年、加治木町内に存在する山田村の飛地であった辺川地区から、不便を解消するために加治木町へ編入して欲しいという要望が出され、両町村の協議を経て1952年（昭和27年）10月10日に実施された。このとき同時に溝辺村崎森の迫集落も加治木町へ編入された。山田村の一部であった木津志の柊野（くきの）地区は、歴史的に蒲生町とのつながりが深かったため蒲生町への編入希望が出され、1955年（昭和30年）1月1日の姶良町成立と同時に蒲生町に編入された。重富村は鹿児島市との合併を考えていたが、財政問題などを理由に鹿児島市に断られ、1955年1月1日に帖佐町・重富村・山田村の1町2村による対等合併をすることになった。新町名としては錦江町・若草町・姶良町・西姶良町・別府川町などが提案され、姶良町が選択されている。加治木町では、溝辺村と隼人町の小浜集落を編入合併することで市制を施行し、さらに周辺町村の合併を進めていこうとする運動を行ったが実現しなかった。
姶良町の成立後しばらくの間は財政が苦しく、議会定員を法定より減らし、町職員の退職不補充などにより財政再建に努めた。当初は旧帖佐町役場を庁舎としていたが、国道や帖佐駅に近い南部平野地帯に新しい庁舎を建設することになり、1960年（昭和35年）10月20日に着工、翌1961年（昭和36年）10月21日から事務が開始され、12月9日に新庁舎落成式典を開催したが、式典では参加していた海上自衛隊の航空機が墜落事故を起こしている。総工費は2851万円であった。
蒲生町においては、大戦後しばらくの間は物不足であったこともあって、伝統の蒲生和紙の生産が引揚者などを中心に盛んとなった。しかし機械で生産された洋紙が普及するにつれて打撃を受け、一部の特殊用紙の生産に特化していくことになった。また姶良町では従来の特産であった木炭、かますが、ガスの普及やビニール袋の登場などにより廃れてきたため、新しく産業を振興すべく1960年（昭和35年）から「20万羽集団養鶏運動」が開始され、鶏卵を出荷するようになった。一時期はかなり広く実施されたものの、零細農家は競争に負けて撤退し、現在は少数の大規模業者が集中して養鶏を行っている。また旧帖佐町の財政を支えていた帖佐松原塩田は、1951年（昭和26年）にルース台風の直撃を受けて破壊され、放棄された。
1973年（昭和48年）12月13日九州自動車道が開通。1984年（昭和59年）5月19日第35回全国植樹祭が開かれ昭和天皇を迎えてお手まき行事が行われ、その敷地は県民の森という公園施設になった。1986年（昭和61年）に錦江駅が、1988年（昭和63年）姶良駅が相次いで開業し、また1988年には大規模ショッピングセンターのサンシティ・リブレ（現在のイオン姶良店）も開業した。1993年（平成5年）には鹿児島県内全体が平成5年8月豪雨に見舞われ、国道10号や九州自動車道がしばらく不通になるなどの大きな被害を受けた。
蒲生町では、主力産業であった農業や林業の不振や交通網の問題などから、大戦後は人口の減少が続いており、1950年（昭和25年）に15,887人であったのが1965年（昭和40年）には11,089人、1985年（昭和60年）には8,288人、2000年（平成12年）には7,339人とほぼ半減するに至った。一方、加治木町では1950年に20,277人、1965年に19,133人、1985年に23,264人、2000年に23,332人とあまり大きな変化をしていない。これに対して姶良町は、1950年に29,088人であったのが1965年に22,669人と一旦減少したが、その後南部平野地帯を中心に鹿児島市のベッドタウンとしての発展が始まり、1985年には35,278人、2000年には42,969人と急速な増加を続けている。その姶良町も、北部山間地帯では過疎が進展しており、姶良市の総体としては山間部の農林業が衰退して、平野部の住宅地としての発展が進んでいる状況にある。

### 姶良市の成立
平成の大合併に際しては、加治木町・姶良町・蒲生町の3町合併が検討された。2003年4月に当初の合併協議会が設置されたが、住民投票の不成立などにより2005年に一旦合併協議会が解散された。その後2007年になり再度合併協議が始まり、新市名を姶良市とすることや新庁舎を現行の姶良町役場に置くことなどでは合意が成立したが、市議会の定員の問題などで合意ができず、2008年10月に再度決裂した。その後も合併を目指す住民からの要望が継続され、2009年に3度目となる協議でようやく合意に達し、2010年3月に3町で合併し新市名を姶良市とすることが内定した。
新市の名称については、旧3町の名前をいずれも使わないという観点から、当初は錦江市や南九州市なども検討された。しかし、鹿児島県内の他の合併例で郡の名前を採用したところが多いこと（日置市・伊佐市・曽於市）、姶良カルデラが火山学上世界的に有名であること、姶良郡の設置以来120年あまりに渡ってこの地域の名称として使われてきたことなどから、姶良市とすることが選択された。2009年（平成21年）6月6日に伊藤祐一郎鹿児島県知事の立会の下で、姶良町中央公民館において3町の町長が合併協定書に署名し、また、6月23日に3町の町議会において合併関連議案が可決されて、正式に姶良市の発足が決定した。

### 姶良市成立後の出来事
- 2020年（令和2年）3月26日 - 本市に滞在していたイギリス在住の会社役員の40歳代女性が新型コロナウイルスに感染していることが確認され、鹿児島県内で初めて確認された新型コロナウイルス感染者となった[103]。以降、市内で感染対策の強化が進められた。
- 2025年（令和7年）8月7日 - 集中豪雨により、市内で床上・床下浸水する家屋が多数発生[104]。また、同月14日までに15000戸以上の上水道が断水した[105]。

## 行政

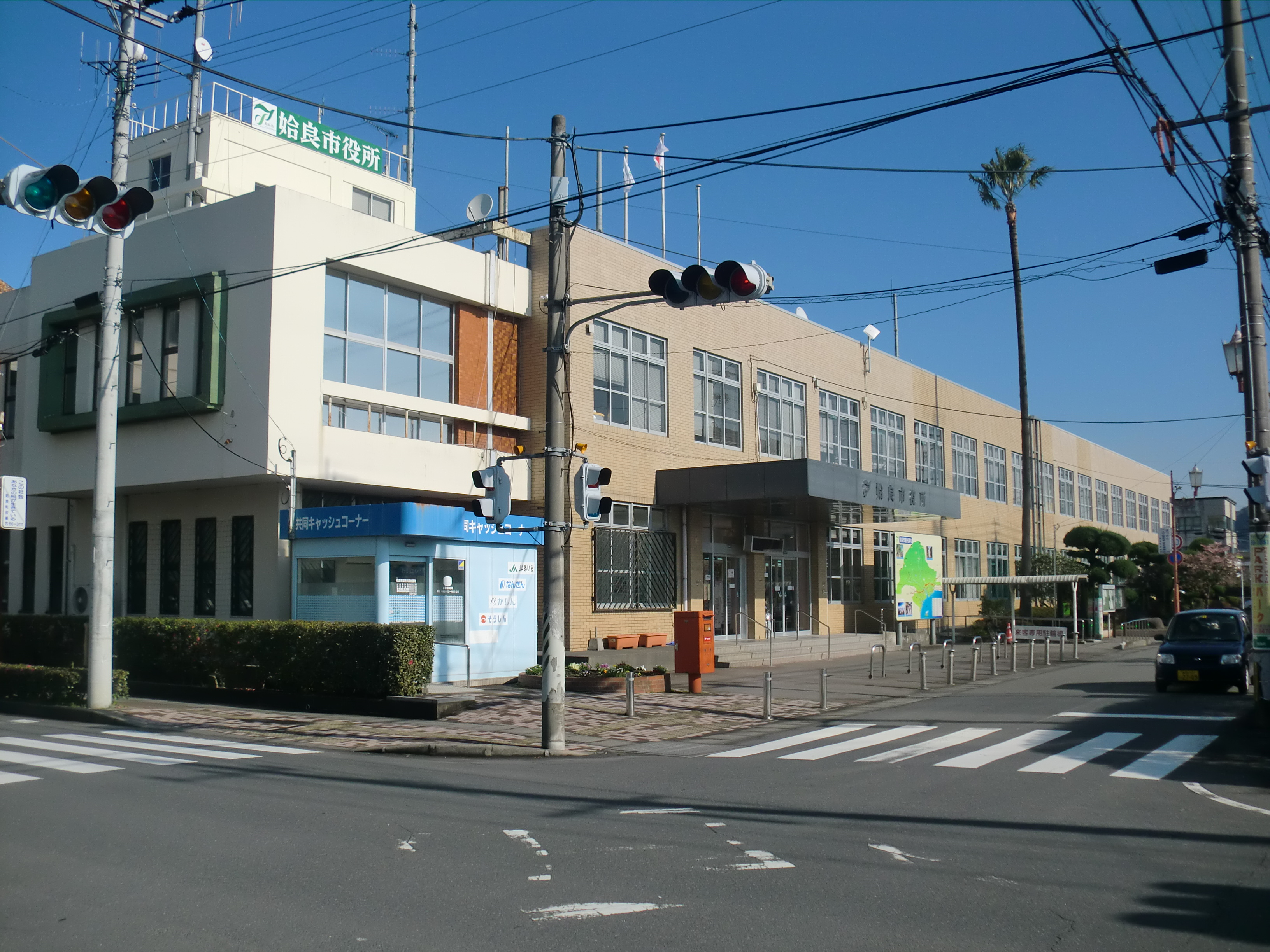
旧姶良市役所本庁舎（旧姶良町役場）

合併時に旧三町の役場それぞれに総合的な機能を持たせる総合支所方式を採用した。ただし、建物については老朽化のため複合新庁舎整備事業が進められ、2025年度（令和7年度）までに姶良庁舎本館（本庁舎）、加治木庁舎、蒲生庁舎の建て替えが行われることになった。このうち姶良庁舎本館（本庁舎）については2024年（令和6年）5月7日にフルオープンした。
また、教育委員会を旧加治木町の域内、農業委員会を旧蒲生町の域内に置いている。農業委員会は定数20で合併後1年間の在任特例を適用して、選挙では各町ごとに選挙区を設置して、定数は姶良8、加治木・蒲生6となる。

### 市長
- 市長: 湯元敏浩（2018年4月25日就任、2期目）

歴代市長
| 代   | 氏名     | 就任日        | 退任日        | 備考             |
| ---- | -------- | ------------- | ------------- | ---------------- |
| 初代 | 笹山義弘 | 2010年4月25日 | 2018年4月24日 | 旧加治木町長     |
| 2代  | 湯元敏浩 | 2018年4月25日 |               | 元日本テレビ職員 |

### 議会
合併から4年が経過して2014年（平成26年）4月20日に行われた2回目の姶良市議会議員選挙では、定数24に対して27人が立候補し、当選者の党派の内訳は公明党2人、共産党2人、無所属20人であった。1回目の市議会議員選挙に比べて定数は6削減された。
合併後最初の市議会の時点では定数30で、合併後最初の選挙のみ旧町別の選挙区を設置した。各町の定数は、旧姶良町が16、旧加治木町が9、旧蒲生町が5で、この比率は有権者数の比率に対して人口の少ない自治体に厚く配分されたものとなっている。議会の選挙も市長選挙に合わせて、2010年4月18日告示、25日投票で実施された。合計30人の定員に対して35人が立候補し、多くは旧町議であった。当選者の党派は無所属25人、公明2人、共産2人、社民1人であった。

### 国や県の機関
加治木町は古くから姶良郡の中心地であり、姶良市内にある国や県の機関は加治木町の中心部に集中している。加治木町諏訪町に鹿児島県姶良・伊佐地域振興局（総務企画部・農林水産部・建設部）・加治木税務署・加治木年金事務所、加治木町仮屋町に鹿児島地方裁判所加治木支部・鹿児島家庭裁判所加治木支部・加治木簡易裁判所・鹿児島地方検察庁加治木支部・加治木区検察庁・鹿児島地方法務局加治木支局、加治木町新富町に加治木労働基準監督署、加治木町木田に姶良家畜保健衛生所、加治木町日木山に国土交通省鹿児島国道工事事務所加治木維持出張所が所在している。
かつては加治木町諏訪町に加治木保健所が所在していたが、2005年（平成17年）4月1日から隼人保健所と統合され姶良保健所として霧島市隼人町松永に所在している。
蒲生町上久徳には鹿児島県森林技術総合センターが所在する。鹿児島県森林技術総合センターウェブサイト。平松には、1992年（平成4年）4月に鹿児島県立埋蔵文化財センターが開所され、鹿児島県内の考古資料の展示や発掘された文化財の整理・復元などの作業が行われていたが、2002年（平成14年）10月に国分市（後の霧島市）上之段の上野原遺跡付近に移転した。平松の埋蔵文化財センターの建物はその後改修工事が行われて、2004年（平成16年）4月27日に鹿児島県防災研修センターとして開所している

### 市のシンボル

姶良市章
2010年3月23日制定

姶良市の市章は市発足前に公募が行われ、合計2,104件の応募の中から東京都千代田区の男性が応募したものが選ばれた。カタカナの「ア」を羽ばたく鳥のイメージで図案化し、緑色系の2色で塗り分けたものである。
市の木、市の花は、合併協議会において新市発足後に決定するとされていた。市木・市花選考委員会で検討した結果、市の木としてくすのき、市の花としてやまざくらとつつじを選定し、姶良市誕生一周年記念式典の会場で発表された。

## 姉妹都市
- 鹿児島県日置市 - 日置市を構成した町の1つ伊集院町と旧加治木町が、島津義弘にまつわる歴史的なつながりなどから教育姉妹町の提携をしていたことから、2010年10月23日に日置市と姶良市の間で再度姉妹都市の盟約が結ばれた[122]。

## 経済

### 第一次産業
2005年時点での統計によれば、農家の戸数は2,562戸、耕地面積は123,529 アールであった。地域の農業の多くは水田稲作である。加治木町では温州みかんの生産を推進している。また鹿児島市の近郊に位置することを利用して野菜を供給する事業も行っている。タバコの生産も盛んである。かつては養蚕が広く行われていたが、2005年度までに鹿児島県内の養蚕業は全て終了した。
畜産業では、卵の生産を目的とした養鶏が広く行われている。特に旧姶良町は昭和30年台以降20万羽集団養鶏運動を行い、「姶良鶏卵」の名で出荷が行われていた。しかし卵の価格低迷の影響により、少数の大規模事業者に集約されつつある。加治木や蒲生の山間部の牧場を中心に、古くから馬の生産が盛んに行われてきた地域であったが、農業機械の導入などによって馬の需要は減少し、生産はほとんど見られなくなった。和牛の生産や養豚が行われている。
姶良市・霧島市・姶良郡湧水町などの、元の姶良郡全ての地域はあいら農業協同組合（愛称: JAあいら）の管轄範囲となっている。JAあいらウェブサイト
漁業では、かつては鹿児島湾内一帯で真珠養殖の母貝となるアコヤ貝やアサクサノリの養殖が行われていた。これらは過剰生産の問題などによりほとんど見られなくなった。代わって増加したのがハマチの養殖で、姶良市を含め鹿児島県内では広く行われ、日本では鹿児島県が養殖ハマチの生産量1位となっている。東餅田の海岸沿いの松原塩田跡地では、岩崎産業がクルマエビの養殖を行っている。網掛川はアユの名産地として知られている。姶良市の海面漁業は加治木港に事務所を置く錦海漁業協同組合がまとめている。また内水面漁業に関しては網掛川漁業協同組合・別府川漁業協同組合・思川漁業協同組合が存在する。漁港としては、加治木港の船溜のほかに、脇元に重富漁港がある。
林業では、蒲生町の蒲生杉が知られている。1645年（正保2年）に、宮之城の領主で薩摩藩の家老を兼任していた島津久通が殖産興業政策の一環として、蒲生の地質が杉林の育成に適し、また川を利用した木材の輸送が便利なことから造林事業を開始した。樹種は蒲生メアサ杉が多く、木目の緻密さと美しい光沢に定評がある。また孟宗竹も植えられており、早掘りタケノコが名産である。加治木町では古くから町有林が育成されており、戦災に際してはここから産出した木材が官公庁の復旧に大いに貢献した。姶良市は、霧島市に合併した旧溝辺町を含めて姶良西部森林組合の管轄範囲であるが、姶良東部・姶良北部・伊佐を含めた4組合で合併する協議が進められている。

### 第二次産業
2007年（平成19年）12月末現在の合併元3町の工業は、従業員4人以上の事業所が75箇所、従業員数2,079人、出荷額約354億2976万円であった。
姶良市内における伝統的な製造業としては、龍門司焼の生産をする窯業がある。島津義弘が朝鮮半島から連れ帰ってきた焼き物の技術者が始めたもので、加治木町小山田に窯元がある。事業者は龍門司焼企業組合を結成している。龍門司焼企業組合。2007年（平成19年）工業統計調査では、加治木町における工業製品出荷額の21.3 %を窯業が占めている状況にある。
蒲生町では、蒲生杉の造林奨励を行ったのと同じく島津久通が郷士の副業として勧奨したことから蒲生和紙の生産が行われている。藩政時代は全て藩に収納することが義務付けられていた。明治以降は蒲生和紙組合を設立し、1941年（昭和16年）9月から蒲生製紙工業組合、1947年（昭和22年）3月蒲生和紙商工業協同組合となって、原材料の共同購入や資金の調達、技術の継承などを行っている。第二次世界大戦後しばらくの頃までは紙不足で、戦地からの復員者などにとって貴重な収入源となったが、機械製紙の技術が向上するにつれて実用的な紙としての需要は圧迫されるようになった。現代においては数人のみが技術を継承しており、おもに障子用の紙など特殊な趣味用途の紙の生産が行われている。蒲生和紙工房。

#### 姶良市内に事業所のある主な製造業
- イケダパン重富工場（平松） - パンの製造、登記上の本社所在地は南さつま市であるが、実質的な本社機能はこちらにある[140]
- キユーピータマゴ蒲生工場（蒲生町久末） - 鶏卵加工品の生産・販売
- 白金酒造（脇元） - 芋焼酎製造
- さつま司酒造（加治木町諏訪町） - 芋焼酎製造
- ケトラファイブ協同組合（蒲生町下久徳） - 竹炭ボード製造
- 三森産業（蒲生町下久徳） - 農業用ビニール製造
- ダイワテック（蒲生町下久徳） - 農業用資材製造
- インフラテック姶良工場（平松） - 土木・建築用コンクリート製品製造[141]
- 木村ブロック工業（加治木町木田） - 土木・建築用コンクリート製品製造
- 九建殖産（蒲生町下久徳） - 建設資材製造
- 南洲石灰工業（加治木町港町） - 石灰製造
- 土佐屋生コンクリート加治木工場（加治木町反土） - セメント製造
- 大平産業（加治木町反土） - コンクリート製品製造
- 堀之内砿業（加治木町木田） - 砕石製造、湯湾岳を切り崩して生産している
- 高山産業（蒲生町北） - 電子部品製造
- 加治木産業本社（加治木町西別府）および姶良工場（平松） - 電子部品・機械装置製造[142]
- 熊野製罐鹿児島工場（船津） - 製缶[143]
- 蒲生精工（蒲生町北） - 金型製造
- アイラメカトロニクス（三拾町）（閉鎖） - 精密機械・金具製造
- クイックNETシステム（加治木町木田） - 空気圧縮機・送風機などの製造
- 南東洋シヤッターおよび東洋シヤッター九州工場（蒲生町西浦） - シャッター製造
- ランドアート（平松） - 測量器具・カヌー製造、元の南日本度器[144]
- ナノック（平松） - シーカヤック製造、ランドアートの関連会社[145]
- シーワイケイ鹿児島工場（蒲生町北） - 婦人用下着類製造

#### かつての産業
姶良市内での鉱業は、蒲生町漆に大良鉱山・漆鉱山・高嶺鉱山・仁田尾鉱山・上漆之鉱山、蒲生町西浦に松野鉱山などがかつて所在し、明治から昭和初期にかけて産金が行われていた。特に大良鉱山と漆鉱山は九州でも上位の金山となった時期がある。木津志にも江戸時代頃から金山が存在しており、断続的に昭和頃まで生産が行われていたが閉山となった。重富には石川金山が所在していた。山田の飛野や蒲生の真黒・新留では江戸時代に砂鉄を採掘して製鉄を行っていた。これらの鉱業は既に行われていない。
鍋倉には江戸末期まで鋼山製鉄所という製鉄所があり、良質の銑鉄を供給していた。
藩政末期頃からこの地域の沿岸部では塩田の建設が検討され、実際に建設されたもののうち、東餅田の海岸付近にあたる松原塩田は第二次世界大戦後まで操業していた。当初は地元の郷友会の所有するものや帖佐村の所有するものなどがあったが、1914年（大正3年）1月12日の桜島の大正大噴火によって発生した津波により一旦は壊滅した。その後村営事業として復旧工事が行われ、年間3,000 トンの塩の生産を行い、帖佐村（1942年から帖佐町）の財政を大きく支えた。しかし1951年（昭和26年）10月14日にルース台風が襲来して塩田が再度壊滅し、町議会によって放棄が決定された。その後跡地には鹿児島県総合運転免許試験場や岩崎産業のクルマエビ養殖場などが立地している。
かつては、南日本酪農協同が鹿児島工場を1966年（昭和41年）から西餅田で運営して飲料牛乳の生産を行っていたが、周辺が宅地化して拡張困難などの理由で他の工場へ移転統合され、1991年（平成3年）に閉鎖された。岩崎産業は、かつて重富駅南東側で鉄道用の枕木の製造を行う工場を運営していた。

### 第三次産業
姶良市内において伝統的な商店街のあった場所は、加治木町本町の加治木町役場周辺、鍋倉の旧帖佐町役場周辺、東餅田の帖佐駅周辺、脇元の重富駅周辺、下名の旧山田村役場周辺、蒲生町上久徳の蒲生町役場周辺などである。姶良町の合併後に姶良町役場が新たに宮島町に建設されて、その周辺が帖佐駅周辺と一体となって商店街として新たに発展した。その後の大型店舗の進出の影響などを受けており、姶良市になってもまとまった商店街として残っているのは姶良市役所加治木総合支所（旧加治木町役場）周辺・姶良市役所周辺・姶良市役所蒲生総合支所（旧蒲生町役場）周辺などである。
姶良市内において最大の売り場面積を持つ商店は、1988年（昭和63年）11月25日に東餅田に開業した「サンシティリブレ」である。開業時の床面積は約12,000 平方メートルで、当初はマイカルと提携した地元のスーパー「ヱビスヤ」が運営していた。同社はその後1993年（平成5年）に隼人町（後の霧島市の一部）に隼人国分サティを開業させ、1997年（平成9年）3月1日にマイカル系の「南九州ファミリーデパート」と合併して「マイカル南九州」となった。リブレは2000年（平成12年）3月16日に約14,550 平方メートルへ増床を行い、また「姶良サティ」と名称変更した。同年、マイカル南九州はマイカル九州と合併したが、2001年（平成13年）9月に経営破綻した。しかし、旧マイカル南九州の店舗は業績が好調であることから閉鎖対象とはならず営業を継続し、2007年（平成19年）8月21日にイオン九州に吸収合併されて、さらに2011年3月にイオン傘下のスーパーマーケット各店の名称が統一されて「イオン姶良ショッピングセンター」となって、同社の運営により2012年現在も営業している。さらにこの施設の向かいに姶良市土地開発公社が所有する約3万2680平方メートルの土地をイオンタウンが借り受けて、2015年春に大型ショッピングセンターを開設する計画が進んでいる。
鹿児島県最大の百貨店である山形屋のサテライトショップが西宮島町に、山形屋ストアが加治木町本町にある。この他にタイヨー・だいわ・エーコープ・クッキー・城山ストア・ニシムタ・ナフコなどのスーパーマーケットやホームセンターがある。
国道10号加治木バイパス・姶良バイパスの周辺は、郊外型の小売店やレストランなどが進出してきており、伝統的な商店街に対して新興の商業地域を形成している。
金融業としては、鹿児島銀行・南日本銀行・鹿児島信用金庫・鹿児島相互信用金庫・鹿児島興業信用組合・九州労働金庫の支店や出張所がある。
流通業としては、コープかごしま姶良商品センターが中津野に、ヤマト運輸の配送センターが姶良インターチェンジの近くにあり、特にヤマト運輸は合併前の九州ヤマト運輸の本社所在地であった。

## 地域

### 人口
| 姶良市（に相当する地域）の人口の推移 \| 1970年（昭和45年） \| 51,608人 \| \| \| 1975年（昭和50年） \| 55,540人 \| \| \| 1980年（昭和55年） \| 62,992人 \| \| \| 1985年（昭和60年） \| 66,830人 \| \| \| 1990年（平成2年） \| 68,789人 \| \| \| 1995年（平成7年） \| 71,762人 \| \| \| 2000年（平成12年） \| 73,640人 \| \| \| 2005年（平成17年） \| 74,840人 \| \| \| 2010年（平成22年） \| 74,809人 \| \| \| 2015年（平成27年） \| 75,173人 \| \| \| 2020年（令和2年） \| 76,348人 \| \| |          |  |
| 総務省統計局 国勢調査より |          |  |
| 1970年（昭和45年） | 51,608人 |  |
| 1975年（昭和50年） | 55,540人 |  |
| 1980年（昭和55年） | 62,992人 |  |
| 1985年（昭和60年） | 66,830人 |  |
| 1990年（平成2年） | 68,789人 |  |
| 1995年（平成7年） | 71,762人 |  |
| 2000年（平成12年） | 73,640人 |  |
| 2005年（平成17年） | 74,840人 |  |
| 2010年（平成22年） | 74,809人 |  |
| 2015年（平成27年） | 75,173人 |  |
| 2020年（令和2年） | 76,348人 |  |

### 教育
姶良市内に大学は所在せず、高等学校以下の教育機関が所在している。1986年度まで加治木町木田に正心女子短期大学が所在していた。

#### 高等学校

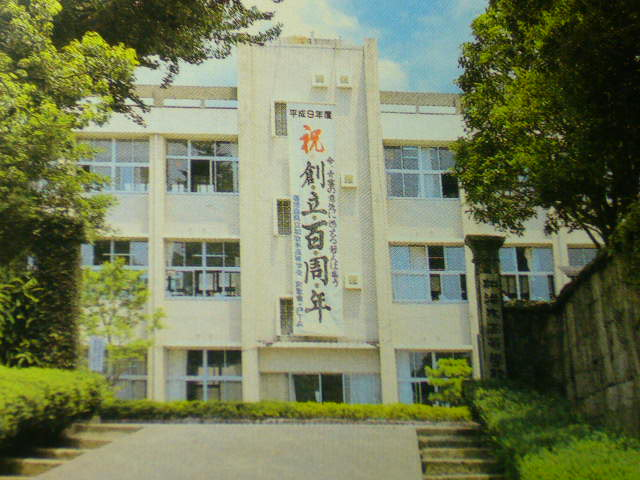
鹿児島県立加治木高等学校

姶良市に高等学校は4つ存在し、加治木町仮屋町に県立加治木高等学校、加治木町新富町に県立加治木工業高等学校、加治木町木田に私立龍桜高等学校（旧加治木女子高等学校）、蒲生町下久徳に県立蒲生高等学校がそれぞれ所在する。
鹿児島県では普通科の県立高等学校を7つの学区に分類して、学区外からの進学に対しては定員の10 パーセントまでに制限している。姶良市は全域が伊佐・姶良学区に属しており、他に鹿児島市の吉田南中と吉田北中・薩摩川内市の祁答院中・霧島市・姶良郡湧水町・伊佐市が同じ学区にある。この中で普通科のある学校は加治木・蒲生・大口・国分・福山の5つとなる。姶良市内からは普通科のある高等学校へ進学する場合、市内の加治木・蒲生のどちらかに進学することが多く、また他にも鹿児島市にある普通科のある高等学校へ学区外進学をする生徒もいる。
かつての旧姶良町内には高等学校以上の教育機関が存在していなかった。鹿児島県の条例では、市制施行の条件として高等学校以上の教育機関が1つ以上あることを定めており、単独での市制施行を考えていた旧姶良町は高等学校の誘致を悲願としていた。1988年（昭和63年）に東海大学が附属高等学校を旧姶良町内に設置する意向を示したが、1991年（平成3年）に県私学審議会により長期的な生徒減少の傾向を理由に却下された。またその後、単位制高等学校の設置が検討された際にも誘致に名乗りを上げたが、生徒の通学上の利便性などの検討から鹿児島市内に県立開陽高等学校として設置が決定された。

#### 中学校
加治木町反土に加治木中学校、西餅田に帖佐中学校、脇元に重富中学校、下名に山田中学校、蒲生町北に蒲生中学校の合計5つの中学校が所在する。全て市立の中学校で、合併に際して校区の変更はなくそのまま引き継がれている。姶良町内の3つの中学校については、姶良町の合併元になった3つの町村の名前を反映しており、校区もほぼ旧町村域であるが、合併前から越境通学があり合併時にも校区の変更を行っているため、校区は旧町村と厳密な一致はない。鹿児島市や霧島市にある私立の中学校に入学し、電車通学や下宿あるいは寮生活をする生徒もいる。

#### 小学校
姶良市内の小学校は全部で19校（休校中の2校を含む）ある。中学校と同じく全て市立で、合併に際して校区の変更はなくそのまま引き継がれている。最近では平成27年4月に松原なぎさ小学校が開校した。
- 柁城小学校（加治木町仮屋町）
- 錦江小学校（加治木町錦江町）
- 加治木小学校（加治木町木田）
- 竜門小学校（加治木町小山田）
- 永原小学校（加治木町西別府）
- 建昌小学校（東餅田）
- 帖佐小学校（鍋倉）
- 姶良小学校（西餅田）
- 松原なぎさ小学校（松原町）
- 重富小学校（平松）
- 西姶良小学校（西姶良）
- 三船小学校（永瀬）
- 山田小学校（下名）
- 北山小学校（北山）
- 蒲生小学校（蒲生町上久徳）
- 大山小学校（蒲生町白男、休校中）
- 新留小学校（蒲生町白男、休校中）
- 西浦小学校（蒲生町西浦）
- 漆小学校（蒲生町漆）

#### オルタナティブスクール
- 森の学校楠学園

### 警察
市全域が東餅田に所在する鹿児島県警察姶良警察署の管内である。管内の交番・駐在所として、加治木中央交番・姶良交番・重富交番・蒲生駐在所・山田駐在所がある。姶良警察署の管轄は姶良市内のみであるが、市町村合併に伴い鹿児島県内の警察署の管轄が全面的に見直された2006年10月までは、霧島市に合併した旧溝辺町も管轄としていた。旧溝辺町はそれ以降霧島警察署管轄となっている。
姶良市内は、鹿児島県内では犯罪が多い傾向にある。鹿児島県警の集計による平成20年（2008年）の人口1万人あたりの刑法犯犯罪率では、市町村別の順位で旧加治木町が県内3位、旧姶良町が4位と上位に入っている。
この他に警察関連施設として鹿児島県警察学校が平松に所在する。2009年3月に鹿児島市坂元町から移転してきた。敷地面積4万8000平方メートルで整備費43億5000万円であった。また、1966年（昭和41年）に運用が開始された鹿児島県総合運転免許試験場が東餅田に所在する。

### 消防
加治木町・姶良町・蒲生町に加えて、後に霧島市に合併した溝辺町の4町で1971年（昭和46年）4月1日に「姶良郡西部消防組合」が発足し、管内の消防・救急業務を担ってきた。1994年（平成6年）10月1日に、後に鹿児島市に合併した吉田町を加えて5町で消防組合を運営してきた。しかし2004年（平成16年）11月1日に鹿児島市への合併で吉田町が離脱し、さらに2005年（平成17年）11月7日に霧島市への合併で溝辺町が離脱した。これにより、後に姶良市を構成することになる3町の面積231.31平方キロメートル、人口約75,000人を管轄する消防・救急組織となった。加治木町木田に消防本部と中央消防署を併設し、この他に平松に姶良分遣所、蒲生町白男に蒲生分遣所を配置している。2013年（平成25年）4月1日現在で 広報連絡車1台 査察車1台 警棒車1台 指揮車1台 ポンプ車3台 小型ポンプ車4台 救助工作車1台 資機材搬送車1台 救急自動車4台(予備車1台2B型)職員90人を擁している。合併に際しては、組合を解消して職員と財産を新市に移管し、姶良市消防本部として発足した。
この他に消防団組織が各町別に存在しており、合併に際して統合された。

### 上水道
上水道は、合併もとの3町でそれぞれ整備されている。
蒲生町では、1963年（昭和38年）4月1日から上水道の給水が行われている。米丸に水源地を持つ。
旧姶良町では南部平野地帯に上水道があり、山田水源地、中津野水源地、船津浄水場の3箇所から水が供給されている。別府川からの取水も一時検討されたが、水利権の問題などから断念し、現在は全量を地下水によって給水している。白浜地区、成美地区には独立した簡易水道が存在する。1967年（昭和42年）8月から給水が開始されている。
加治木町では、1955年（昭和30年）3月から上水道の給水が開始されている。加治木町内には水源を確保できず、隣接する溝辺町（後の霧島市）崎森に2箇所設けた水源地から取水している。これらは南部平野地帯に給水しているが、このほかに北部台地上に集落ごとに簡易水道設備がある。

### 衛生
下水道は、旧姶良町と旧加治木町が協力して建設する計画があったが、進展していない。下水処理場の建設位置について1981年（昭和56年）から検討が行われてきたが、人家の近くに建設することが嫌われ、1993年（平成5年）に脇元の干潟を埋め立てて処理場とレクリエーション施設を建設する方針が打ち出された。これに対して環境保護団体などから干潟の浄化能力を低く見積もりすぎていると反対があり、また付近にクルマエビの養殖場を持つ岩崎産業から土地の譲渡の打診が行われるなどして議論が混乱した。その後、建設計画に特に進展は見られない。汲み取り式便所がまだ多く見られるが、浄化槽の設置が進められている。
汲み取り作業、ごみの収集・処理、火葬場の運営などは、合併まで姶良郡西部衛生処理組合が行っていた。加治木町、姶良町、蒲生町、溝辺町の4町で発足し、後に現在は鹿児島市の一部となっている吉田町が加入して運営されていた。その後平成の大合併の関係により、加治木町、姶良町、蒲生町の3町での組織となっていた。吉田町本城町で清掃工場を運営してきたが、老朽化により2007年4月に加治木町西別府に総工費25億5000万円で新施設の建設を開始し、2008年12月25日に火入れ式を行った。1日の処理能力37トンの焼却炉2基と処理能力8.5トンの灰溶融炉が設置されている。2009年4月から本運転となっている。この他、加治木町木田にし尿処理施設、加治木町西別府にごみ最終処分場、鍋倉に火葬場が所在する。
合併に際しては、消防組合と同様に組合を解消して職員と財産を新市に移管し、市直轄の組織を発足させている。

### 福祉・医療
加治木町木田に国立病院機構南九州病院が所在する。姶良・伊佐保健医療圏における地域がん診療連携拠点病院に指定されている。呼吸器疾患、結核医療、神経・筋疾患医療、脳性麻痺の早期診断・早期診療、小児慢性疾患の基幹施設としての役割、障害児の療育などの特色がある国立病院機構 南九州病院 公式ウェブサイト
平松に県立姶良病院が所在する。鹿児島県立病院としては唯一の精神科病院である。1924年（大正13年）に鹿児島市宇宿町に設立された県立病院精神科分院が前身で、1943年（昭和18年）に現在地へ移転してきた。また、姶良町北山には姶良町立の診療所があり、これは新市に引き継がれた。
この他、南部平野地帯には各種診療科目を備えた民間の病院が多数所在する。一方で北部山間地帯にはごく少数で、公立の診療所がこれらの地域の医療を支えている。また蒲生町については歯科を除くと3つしか医療機関がなく、その全てが町役場に近い蒲生町上久徳に所在している。
加治木町木田に、南九州病院に隣接して鹿児島県立加治木養護学校が所在する。障害のある児童や入院中の児童の教育を行っている。鹿児島県立加治木養護学校

### エネルギー・通信
姶良市内全域では九州電力が電力を供給している。市内の発電所は水力発電所2箇所のみで、別府川支流の前郷川に前郷川発電所（出力120 kW、1924年（大正13年）8月稼動）、網掛川支流の宇曽木川に宇曽木発電所（出力220 kW、1924年（大正13年）4月稼動）がある。
かつては加治木電気株式会社という電力会社が現在の姶良市一帯で電力事業を行っていた。1911年（明治44年）2月14日付で認可を受けて、2月22日に加治木電気が設立され、1912年（明治45年）1月1日に加治木・帖佐・山田・蒲生を給電範囲として事業を開始した。総工費93万5000円をかけて、ドイツから輸入した発電機とスイスから輸入した水力タービンを設置した春日発電所を網掛川に建設した。その後、1929年（昭和4年）1月に鹿児島電気によって株式を買収され、1942年（昭和17年）11月1日に九州配電となり、第二次世界大戦後1951年（昭和26年）10月に九州電力となっている。春日発電所はこの年に火災事故に遭って廃止となっている。また蒲生町においても、1920年（大正9年）に蒲生水力発電株式会社が設立されて白男に発電所を設置していた。これは後に加治木電気会社に吸収された。
ガスについては、加治木町港町に本社を置く加治木ガスが加治木町・姶良町域で2007年（平成19年）3月現在6,183 戸に都市ガスを供給している。加治木ガス公式サイト。しかし、旧姶良町でも人口の多い平野部の大半から蒲生町域を含む北部山間地帯まではまだプロパンガスを使用している。
電話に関しては西日本電信電話（NTT西日本）鹿児島支店の管轄である。南部平野地帯においてはFTTHを含むブロードバンドインターネット接続が開通しているが、北部山間地帯においては大半の地域でブロードバンドインターネット接続を利用できる状況になく、新市まちづくり計画においても未整備地区の解消が課題に挙げられている。加治木町諏訪町に加治木電報電話局が1961年（昭和36年）9月10日に落成している。
郵便は、姶良市域内では加治木に1872年（明治5年）7月1日加治木郵便取扱所として発足したのが最初で、1875年（明治8年）1月1日に加治木郵便局となった。続いて、1874年（明治7年）12月6日に蒲生郵便局、同年12月17日に重富郵便局、1903年（明治36年）12月1日に帖佐郵便局、1908年（明治41年）2月1日に山田郵便局と順次開設された。これらは郵政民営化以前は、加治木郵便局が集配普通局であったほかは集配特定局であった。帖佐郵便局は、1971年（昭和46年）4月5日に姶良郵便局と改称したが、元の帖佐町役場の近くに残り、新しい姶良市役所（現在の姶良町役場）に近いのは無集配特定局であった帖佐駅前郵便局である。この他に加治木須崎・高井田簡易・木田簡易・小山田簡易・西別府簡易・三船・平松簡易・帖佐松原簡易・北山簡易・木津志簡易・堂山簡易・薄原簡易・米丸簡易・漆簡易の各郵便局がある。

### その他の施設
加音ホール
加治木町木田にある文化会館で、「カノンホール」と読む。敷地面積約21,500平方メートル、地上3階地下1階の延べ床面積約7,430平方メートル、建設費は約41億6800万円で、1996年（平成8年）10月5日に開館した。大ホールは817席、小ホールは300席あり、他に生涯学習用の視聴覚室や会議室などを備えている。加音ホール公式ウェブサイト。
姶良市立中央図書館
西餅田にある市立の図書館で、当初は姶良町立図書館として1995年（平成7年）10月22日に起工し、1997年（平成9年）3月25日に開館した。敷地面積約4,280平方メートル、一部2階建て延べ床面積約2,426平方メートルで、総事業費約13億1000万円であった。開館当初の蔵書は開架約55,000冊、閉架約36,000冊で、開館後も蔵書の増強を続けて10万冊級の図書館となっている。鹿児島県内で10万冊を超える蔵書を持つ図書館は、鹿児島県立図書館・鹿児島市立図書館に次ぐ3番目のものである。また、この他に加治木町仮屋町に市立加治木図書館、市内に7つの図書室が有る。
椋鳩十文学記念館
児童文学者の椋鳩十が長く加治木町に居住していたことを記念して、1990年（平成2年）に加治木町反土に開館した文学記念館である。ふるさと創生事業の資金を活用して建設されたもので、加治木町開発公社に運営を委託している。2003年11月には第2代館長を務めていた、椋鳩十の長男でもある久保田喬彦が、ずさんな管理などに不満を訴えて館長を辞任するとともに寄託していた資料を引き上げている。
姶良市歴史民俗資料館
姶良市歴史民俗資料館は、東餅田にある市立の資料館で、常設展示のほかさまざまな企画展示を行っている。市内の文化財の保存や研究の活動も行っている。1986年（昭和61年）8月27日に着工され、1988年（平成元年）1月30日に姶良町歴史民俗資料館として開館した。敷地面積1987.24 平方メートルに鉄筋コンクリート2階建て述べ床面積884.14 平方メートルの建物で、総工費は2億5028万5000円であった。姶良市歴史民俗資料館ウェブサイト。
スターランドAIRA
北山にある姶良市立の天文台である。

## 交通
姶良市の最寄り空港は、隣の霧島市溝辺町に位置する鹿児島空港である。姶良市役所本庁からは直線距離で約12 kmと近い距離にある。

### 鉄道
市南部を東西方向に、東隣の霧島市、南西方向の鹿児島市とを結んで九州旅客鉄道（JR九州）の日豊本線が横断している。市内には5つの駅が所在しているが、旧蒲生町域には駅も線路も存在しない。姶良市の市域に相当する地域に鉄道が開通したのは1901年（明治34年）のことで、これは鹿児島市を鹿児島県外の地域と結ぶことを目的とした路線の一部であった。後に海岸沿いの川内駅経由の路線が開通するまで、この路線が鹿児島本線であった。日豊本線となってからは、九州の東海岸を結ぶ鉄道網の一角を成している。路線の開業当初からあった駅は加治木駅と重富駅のみで、帖佐・山田・蒲生の各村からの陳情を受けて1926年（大正15年）に帖佐駅が開設された。その後、地域の人口増加などを受けて国鉄分割民営化の前後に相次いで錦江駅と姶良駅が開設された。姶良駅は、結果的には市名を名乗っている駅であるが、姶良市の市役所本庁舎の最寄り駅で市の中心駅は帖佐駅である。
鹿児島中央駅から国分駅までの姶良市と霧島市の沿線は鹿児島市のベッドタウンを形成しており、またそれぞれの地域にある職場や学校などへの通勤・通学での日常の交流も盛んである。
- 九州旅客鉄道（JR九州）
  - 日豊本線
    - 加治木駅 - 錦江駅 - 帖佐駅 - 姶良駅 - 重富駅

### バス路線

#### 一般路線バス
1935年（昭和10年）2月21日に国鉄バス加治木線が開設され、加治木駅 - 帖佐駅 - 蒲生町 - 入来駅を結んでいた。これは国鉄分割民営化以後、JR九州バスに引き継がれていたが、次第に縮小され1997年（平成9年）4月7日に全線廃止され、南国交通へ引き継がれた。
鹿児島交通・南国交通は国道10号を経由して鹿児島市や霧島市方面とを結ぶ路線を運営している。この他に南国交通はJR九州バスの代替の蒲生方面との路線や、姶良町北部への路線などを運営している。

#### コミュニティバス
合併元の各町が、一般路線バスの撤退した地域を中心としてコミュニティバスを運行しており、これは新市に引き継がれている。加治木町ではいわさきバスネットワーク（かつての林田バス）に委託しており、姶良町・蒲生町では南国交通に委託して運行を行っている。
旧加治木町では、2002年（平成14年）8月15日から2路線5系統で運行を行っている。2台のバスは地元の伝統行事にちなんで「山っこ号」「太鼓おどり号」と名づけられている。日木山や小山田などの郊外部と市街地を結んでいる。
旧姶良町では、帖佐駅と木津志、北山診療所を結ぶ帖佐木津志線と、帖佐駅から船津・春花を結ぶ帖佐春花線の2路線を運行している。どちらも1日3往復である。帖佐木津志線は1992年（平成4年）7月から（帖佐駅への延長は1996年）、帖佐春花線は1996年（平成8年）4月8日から運行を開始した。運行は南国交通に委託されているが、当初は地元の事業者であるあいら交通が運行していた。
旧蒲生町では2002年（平成14年）10月1日から、かつてのJR九州バス蒲生町駅跡を拠点として町内を循環する6コースでコミュニティバスを走らせている。どのコースも運行があるのは週に2日で、運行がある日は1日2往復運転される。

#### 高速バス
西餅田（イオンタウン姶良近く）の九州自動車道上に高速帖佐バスストップが所在する。帖佐に停車する高速バスは空港連絡バスを除きいずれも鹿児島市と他県の都市を結んでいる高速バスであるが、帖佐からは他県の都市との間でのみ利用可能である。空港連絡バスも含め、どの高速バスも帖佐と鹿児島市との間では利用できない。
| 愛称名       | 運行会社                                                     | 運行区間                                                                                      |
| ------------ | ------------------------------------------------------------ | --------------------------------------------------------------------------------------------- |
| 桜島号       | 鹿児島交通 南国交通 鹿児島交通観光バス JR九州バス 西日本鉄道 | 福岡市（天神高速BT・博多BT）・高速基山 - 久留米IC - 八女IC - 高速帖佐                         |
| 南九号       | 南九州観光バス                                               | 福岡市（キャナルシティ博多） - 高速帖佐                                                       |
| きりしま号   | 鹿児島交通 南国交通 九州産交バス                             | 熊本市（熊本駅・桜町BTほか）・益城町（益城インター口・高速益城） - 八代IC - 人吉IC - 高速帖佐 |
| 空港連絡バス | 鹿児島交通                                                   | 鹿児島空港 - 高速帖佐                                                                         |

#### 観光バス
九州新幹線鹿児島ルート全線開通に合わせて2011年3月12日から試験的に、鹿児島中央駅を発着して姶良市内を周遊する観光バス「あいらびゅー号」を運行している。休日のみ1日1往復で、季節に応じてコースを変えながら姶良市内の各観光名所を循環する。運行開始前日の3月11日にはプレ運行が行われた。運行を受託しているのはJTB鹿児島支店である。

### 道路
江戸時代まで、この地域を通過する主要な道路としては薩摩街道のうちの大口筋と高岡筋があった。鹿児島から吉田の山の上を通り、白銀坂を下って姶良の平野部に入り、加治木の龍門司坂を上って北へ霧島市方面へ抜けるのが大口筋で、このうち加治木から分岐して東の国分・宮崎方面へ抜けるのが高岡筋であった。海岸沿いに鹿児島と重富を結ぶ現在の国道10号となる道は明治天皇行幸に際して1872年（明治5年）から開削が始まり、1873年（明治6年）9月に開通したもので、それまでは吉田の山の上を通って難所の白銀坂を下るか、ずっと北の方を迂回する必要があった。このことから鹿児島との間の移動は加治木や帖佐の納屋町、重富の脇元などからの船便を利用するのが一般的であった。

#### 高速道路
鉄道と同様に、市南部を横断するように九州自動車道および隼人道路が通っている。ただし鉄道と国道10号が東へ宮崎方面へつながっているのに対して、高速道路は加治木から北上して鹿児島空港や熊本・福岡方面へと通じている。また西側では、鉄道と国道10号が山が海に迫る海岸の狭い部分を通過しているのに対して、高速道路は旧吉田町側の台地の上を経由して鹿児島市方面と結んでいる。
1973年（昭和48年）12月13日に鹿児島県内で最初の高速道路として加治木インターチェンジと薩摩吉田インターチェンジの間が開通し、さらに1976年（昭和51年）11月29日に北側が溝辺鹿児島空港インターチェンジまで伸びたことで、姶良市内の九州自動車道は全通した。また九州の東海岸を結ぶ東九州自動車道の一部をなす国道10号バイパスの隼人道路が1992年（平成4年）3月25日に開通して、加治木インターチェンジで九州自動車道と連絡した。その後インターチェンジの改造工事が行われて、一般道に出ずに直接九州自動車道と隼人道路を行き来できるようになり、加治木ジャンクションが開設された。平成5年8月豪雨に際しては、姶良ニュータウン南側の崖が崩れ、桜島サービスエリアの上り線が土砂に埋没して長期間使用不能となるなど大きな影響を受けた。
加治木ICは旧加治木町の中心部近くに所在するのに対して、姶良ICは鹿児島市との境界に近い場所に位置しており、旧姶良町の中心部の多くの地域からも加治木ICの方が近い。旧蒲生町内は高速道路が通っておらず、これらのどちらかのインターチェンジを利用することになる。また、桜島サービスエリアにスマートインターチェンジが併設されている。
- E3 九州自動車道・E78 東九州自動車道（隼人道路）
  - 加治木ジャンクション（加治木町反土）
  - 加治木インターチェンジ（加治木町日木山）
  - 帖佐バスストップ（西餅田）
  - 桜島サービスエリア（西餅田）（スマートIC併設、鹿児島IC方面出入口のみ）
  - 姶良インターチェンジ（平松）

#### 一般国道
国道もまた、九州東海岸を結ぶ国道10号が南部平野地帯を東西に横断しており、旧加治木町・姶良町を経由するが、旧蒲生町内に国道はない。2009年現在、国道10号加治木バイパスおよび姶良バイパスが開通しており、姶良バイパスに並行する区間の旧国道は県道および町道に格下げされているが、旧国道を含めて説明する。
国道10号は霧島市側から滝口坂と呼ばれる小さな峠を越えて加治木町日木山に入り、日木山川を日木山橋で横断して旧加治木町中心部の加治木町反土・加治木町朝日町・加治木町本町を通過し網掛川を網掛橋で横断する。加治木町錦江町と加治木町木田を通過して姶良橋で別府川を横断する。旧姶良町に入り、東餅田・西餅田・平松を通過して重富橋で思川を渡り、脇元で海岸の崖下を通って鹿児島市方面へ通じている。このうち、加治木町木田の東岩原交差点から姶良橋を横断するところまで部分的に付け替えが行われており、東岩原交差点では国道が交差点を曲がる側に続いている。また加治木団地入口の交差点から十日町交差点までは加治木バイパスの一部としても扱われている。
国道10号加治木バイパスは、加治木町日木山の九州自動車道・隼人道路加治木インターチェンジ出入口付近から、網掛川とその支流を網掛橋・宇曽木川橋・ふれあい橋・馬おどり橋で横断しながら加治木町反土と加治木町木田を通過して、姶良橋で別府川を横断し東餅田の十日町交差点で国道10号旧道となる。隼人道路と一体となって霧島市方面と結ぶ道路である。姶良バイパスは十日町交差点の少し西側の東餅田で旧道から分岐し、宮島町の北側を通って西餅田・西宮島町、しらかね橋で思川を渡って池島町・脇元を経由して脇元高架橋で鉄道と旧道を乗り越して旧道へ合流する。姶良市内の国道総延長は12,733 mである。
従来の国道10号線に関しては、加治木バイパスと重複する区間および加治木バイパスと姶良バイパスの間、鹿児島市との境界付近の約125 mなど、わずかな区間が4車線化されているのみで、ほぼ全区間に渡り2車線の道路である。1881年（明治14年）に県道一等として鹿児島と宮崎を結ぶ路線が指定されたのが始まりで、1885年（明治18年）に国道38号と指定された。1919年（大正8年）の道路法により3号国道となり、東京から九州東海岸を経由して鹿児島を結ぶ路線が指定された。1952年（昭和27年）に道路法改正で国道10号となった。
加治木バイパスは全長4.2 kmで、1981年（昭和56年）度に工事に着手し、0.4 kmのみが暫定2車線で同年10月に開通していたが、その後の工事は大きく遅れた。その後、旧道と共用する区間の4車線化などと並行して工事が進められ、2002年（平成14年）4月19日に暫定2車線区間を含めて加治木ジャンクションまでが開通した。さらに4車線化の工事が進められ、2009年（平成21年）4月29日の0.5 km供用で合計2.9 kmが4車線化され、残る1.3 km部分が2013年3月3日に開通した。姶良バイパスは全長5.6 kmで、1980年（昭和55年）度から工事に着手した。1985年（昭和60年）8月の脇元高架橋の完成を皮切りに順次建設が進められ、1998年（平成10年）4月25日に残る0.7 kmの区間が開通して全通した。さらに4車線化が進められて2002年（平成14年）9月1日に4.2 kmが4車線化された。一方、脇元高架橋の区間については15年以上もの間2車線のままで残されていたが、2019年現在は、高架橋を含む4車線化に向けた事業が進められている。
これらのバイパスとも、沿線は郊外型のショッピング施設やレストランなどが立ち並んだ地帯となっている。両バイパスの4車線化に際しては中央分離帯が設置されることになり、側道や沿線の商業施設への出入りに悪影響を与えるとして住民から強い反発があったが、最終的に交通事故防止などのために不可欠との判断から設置が行われた。

#### 主要地方道
- 鹿児島県道25号鹿児島蒲生線 - 1954年（昭和29年）4月1日認定[216]、鹿児島市吉田町から佐山峠を越えて蒲生町久末を通り、蒲生町上久徳の市街地まで、市域内では県道40号と全面的に重複している、市域内路線長1,685 m[208][217]。
- 鹿児島県道40号伊集院蒲生溝辺線 - 1994年（平成6年）3月11日認定[216]、鹿児島市吉田町から蒲生町上久徳までは県道25号線と重複し、そこから東へ向かい住吉を通り、寺師で県道446号を横断し、下名から上名までは県道391号と重複し、加治木町西別府と加治木町辺川を経由して霧島市溝辺町へ抜ける、市域内路線長11,045 m[208][217][218]。
- 鹿児島県道42号川内加治木線 - 1972年（昭和47年）3月24日認定[216]、薩摩川内市祁答院町から蒲生町西浦に入り、蒲生町北で県道211号と合流し、蒲生町上久徳で県道25号・県道40号・県道463号と交差して蒲生町下久徳を通り、永瀬・増田・中津野・豊留を通り三拾町の山田口交差点で県道391号と合流する、鍋倉の米山交差点で県道391号を分岐し、加治木町木田の国道10号とのみろく交差点まで、通称空港道路、市域内路線長16,261 m[208][217][218]。
- 鹿児島県道51号宮之城加治木線 - 1972年（昭和47年）3月24日認定[216]、市域内では全面的に県道42号と重複している。
- 鹿児島県道55号栗野加治木線 - 1965年（昭和40年）12月1日認定[216]、霧島市溝辺町から加治木町小山田に入り、県道56号を合流して加治木町反土を通り加治木ICと加治木バイパスの交差点を通り、加治木町新富町、加治木町本町を通り国道10号との交差点まで。市域内路線長8,366 m[208]。
- 鹿児島県道56号隼人加治木線 - 1982年（昭和57年）12月17日認定[216]、霧島市溝辺町から入り、加治木町小山田の県道55号交差点まで。市域内路線長3,286 m[208]。
- 鹿児島県道57号麓重富停車場線 - 1958年（昭和33年）11月1日認定[216]、鹿児島市吉田町から思川に沿って平松に入り、姶良バイパスを横断して国道10号旧道に入り、重富駅前まで、市域内路線長4,356 m[208][218]。

#### 一般地方道
- 鹿児島県道211号小山田川田蒲生線 - 1958年（昭和33年）11月1日認定[216]、鹿児島市郡山町から蒲生町白男に入り、おおむね前郷川に沿って蒲生町久末も通りながら、蒲生町北にある県道42号との北中三叉路まで、市域内路線長11,211 m[208][217]。
- 鹿児島県道391号下手山田帖佐線 - 1972年（昭和47年）3月24日認定[216]、薩摩川内市祁答院町から蒲生町漆に入り、漆浦三叉路を通り木津志を南下、北山と寺師の間で県道446号と短い重複区間があり、上名に入り県道40号に合流、下名で分岐して深水を南下し、三拾町の山田口交差点で県道42号に合流、鍋倉の米山交差点で分岐して帖佐橋で別府川を渡り、西餅田・宮島町を通り姶良バイパスを横断し国道10号旧道との帖佐駅前交差点まで、市域内路線長19,073 m[208][217][218]。
- 鹿児島県道395号山之口真黒線 - 1958年（昭和33年）11月1日認定[216]、薩摩川内市入来町から入来長野峠を越えて蒲生町白男の県道211号との真黒岳下三叉路まで、市域内路線長1,144 m[208][217]。
- 鹿児島県道446号十三谷重富線 - 1958年（昭和33年）11月1日認定[216]、霧島市横川町から北山の堂山集落に入り、北山を南下して寺師との境界付近では県道391号と重複し、さらに南下して増田を通り三船橋で別府川を横断して船津に入り、一部西餅田・平松を通りながら姶良ニュータウンのある西姶良に入り、平松・脇元を通って重富小学校前の県道57号との交差点まで、市域内路線長23,425 m[208][218]。
- 鹿児島県道462号堂山宮之城線 - 1958年（昭和33年）11月1日認定[216]、北山の堂山地区で県道446号から分岐し、薩摩川内市祁答院町方面へ抜ける、市域内路線長2,968 m[208][218]。
- 鹿児島県道463号浦蒲生線 - 1958年（昭和33年）11月1日認定[216]、蒲生町漆の漆浦三叉路で県道391号から分岐し、蒲生町西浦をかすめながら蒲生町米丸を南下して蒲生町上久徳の市街地まで、市域内路線長10,097 m[208][217]。
- 鹿児島県道465号松原帖佐停車場線 - 1958年（昭和33年）11月1日認定[216]、鹿児島県総合運転免許試験場前から運転試験場前交差点を通り、国道10号旧道を通って帖佐駅前交差点から帖佐駅前まで、通称試験場道路、市域内路線長2,277 m[208][218]。
- 鹿児島県道466号加治木停車場線 - 1958年（昭和33年）11月1日認定[216]、加治木町諏訪町の県道55号交差点から加治木駅前まで。市域内路線長230 m[208]。
- 鹿児島県道467号加治木港線 - 1958年（昭和33年）11月1日認定[216]、加治木町本町の国道10号交差点から加治木町港町の加治木港まで。市域内路線長520 m[208]。

### 港
加治木町港町に加治木港が所在している。しかし定期旅客船は就航しておらず、主に貨物輸送に用いられている。姶良郡内で用いるセメントなどの建設資材や、菱刈鉱山からの金鉱石などが扱われている。平成5年8月豪雨に際しては、道路と鉄道が寸断されたため、鹿児島市との間で鹿児島県のチャーターした旅客船が臨時に運航された。

## 名所

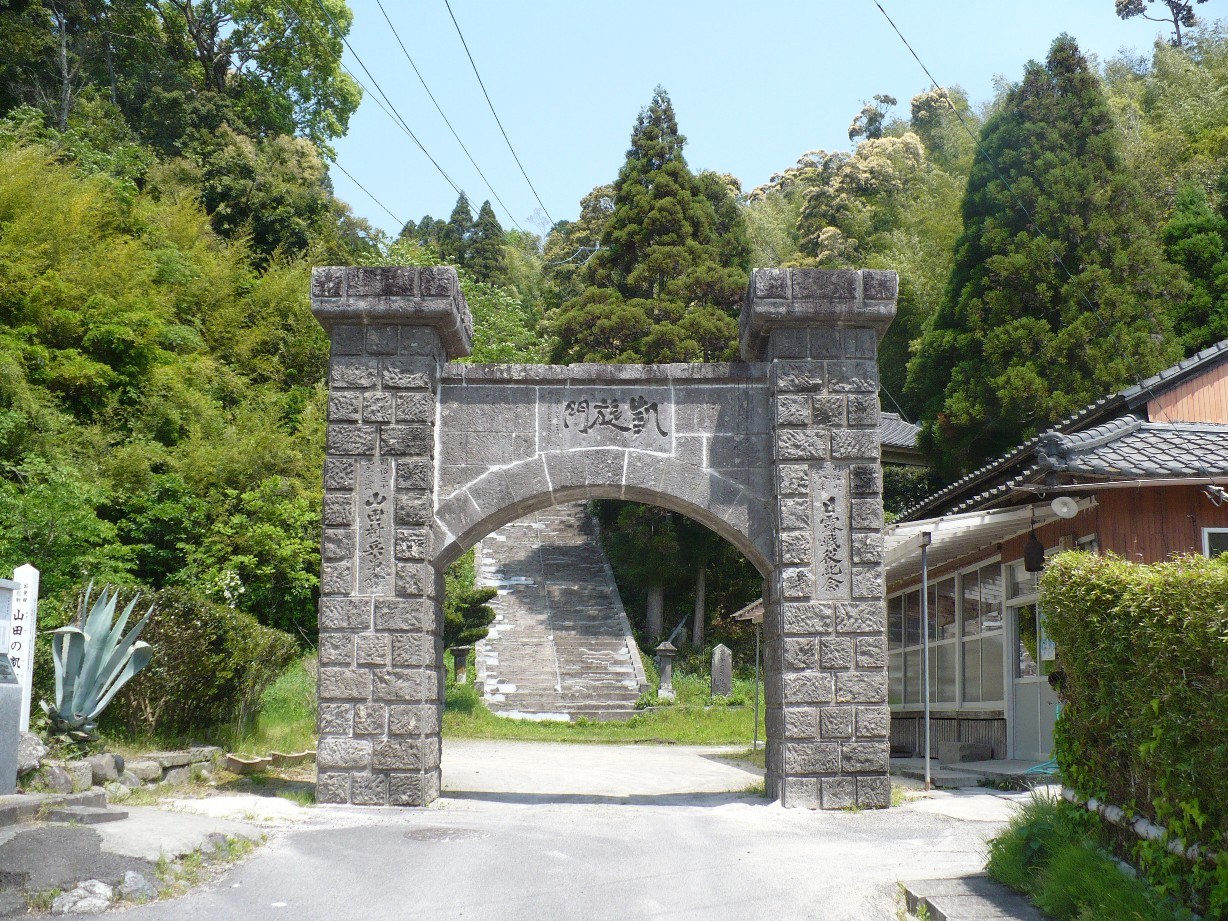
山田の凱旋門

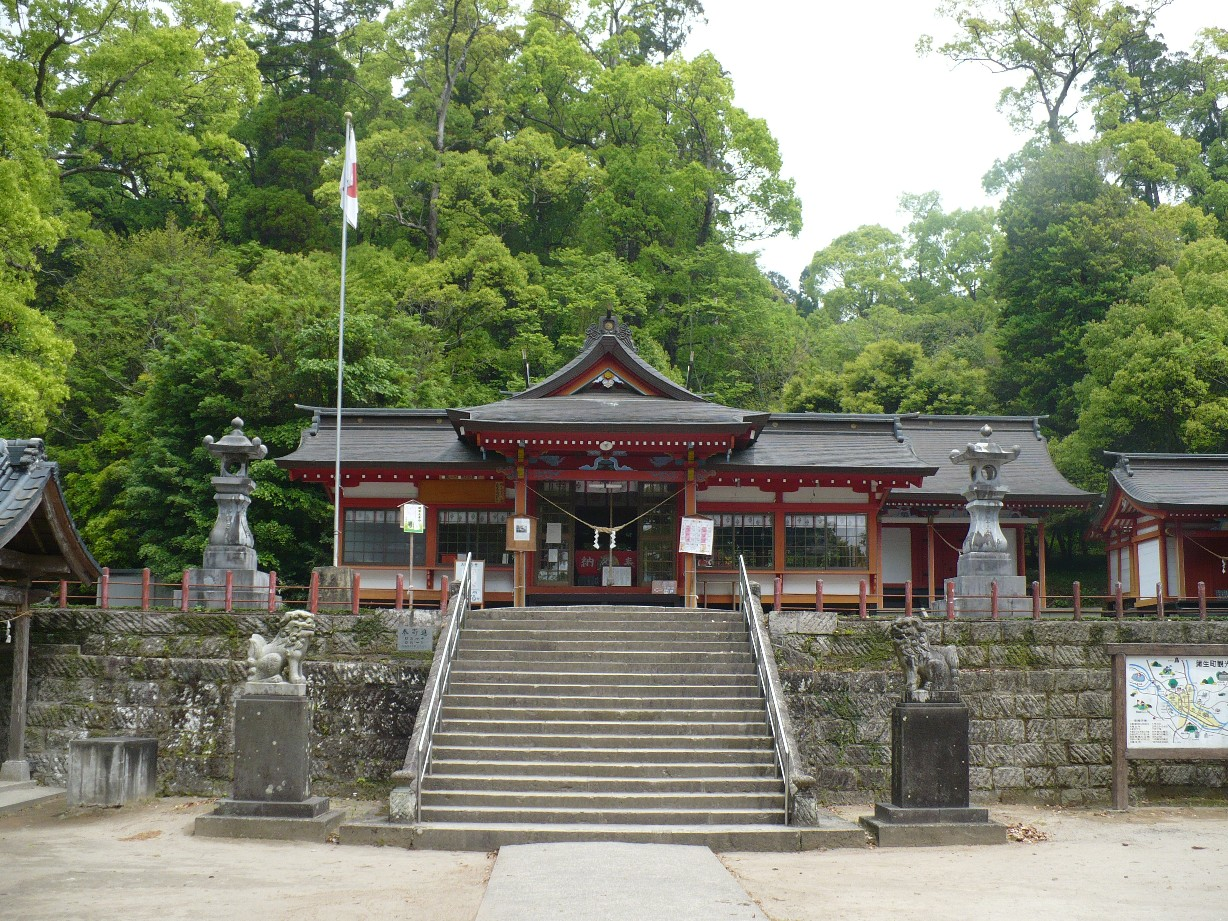
蒲生八幡神社

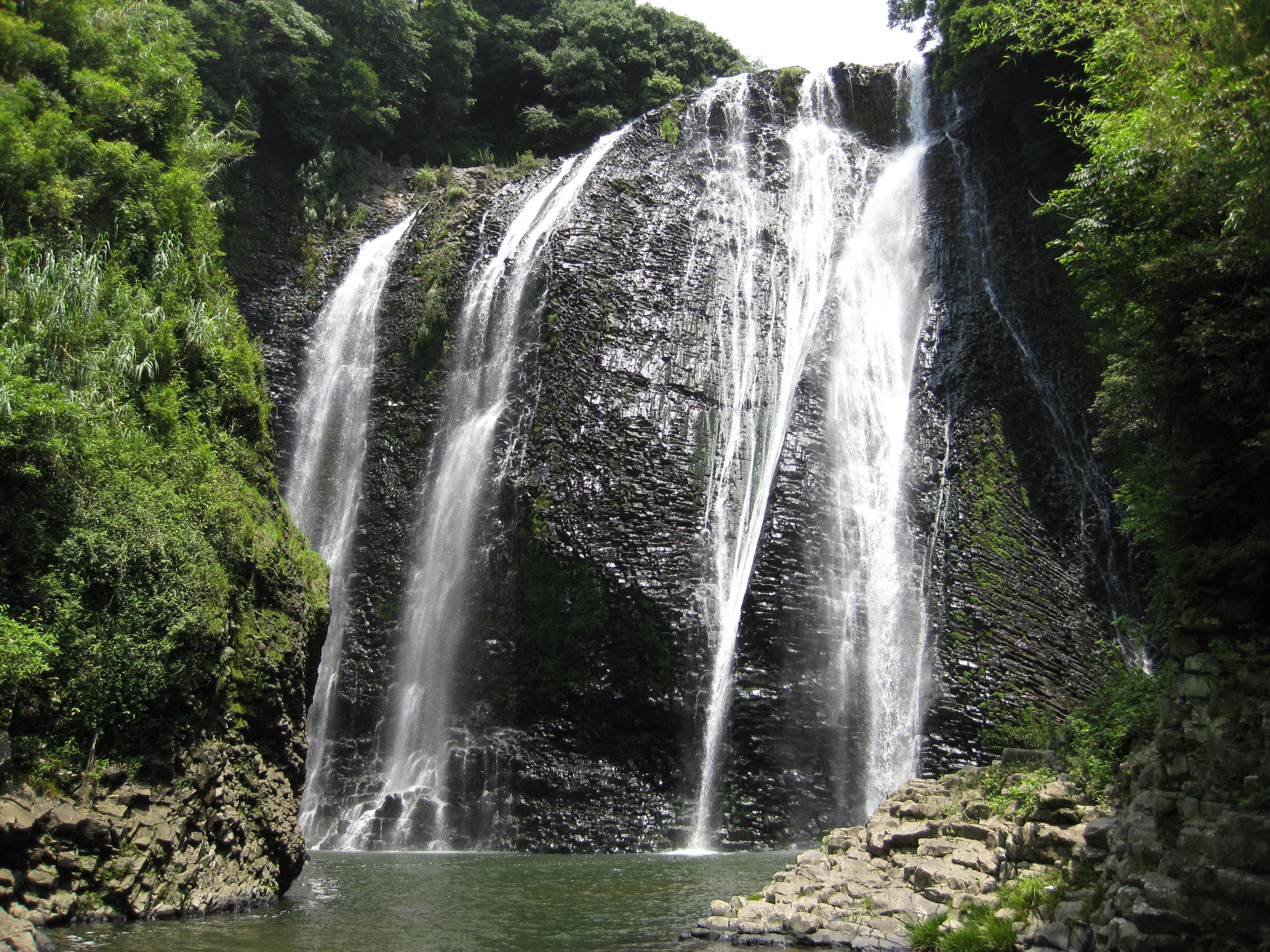
龍門滝
網掛川が姶良平野に流れ出す場所にある高さ46 m、幅43 mの滝で、日本の滝百選に選ばれている。
蔵王岳
加治木町日木山にあり、市街地からよく見えるところに屹立する標高164 mの山である。加治木町のシンボル的な存在で、1984年（昭和59年）から山頂に国旗が掲揚されている。
住吉池
約6,000年前の火山活動で形成された池で、蒲生町上久徳側のほとりに公園とキャンプ場が整備されている。
臥龍梅
寺師地区にある梅の名所。
蒲生八幡神社
樹齢約1,500年と推定される蒲生のクスで有名な神社。
山田の凱旋門
日露戦争を記念して建てられた石造りの凱旋門で、現存するものは珍しい。
岩剣城跡
日本で最初に鉄砲が実戦で使用されたと言われている戦国時代の山城である。
龍門司坂
江戸時代に幹線道路として使用された石畳の坂道で、「大口筋龍門司坂」として国の史跡に指定されている。
白銀坂
海岸沿いを通る後の国道10号になる道路が明治になって開通するまで、姶良郡方面から鹿児島市へ抜けるために台地の上まで登る街道として利用されていた坂で、石畳の残る道が歴史国道に選定されている。
姶良市総合運動公園
1984年（昭和59年）から順次整備を開始した、陸上競技場・野球場・体育館・テニスコートなどを備えている総合運動公園である。野球場は両翼95 m、センター120 mの公式戦にも利用できるもので、釜山ロッテ・ジャイアンツのキャンプ地となったことがある。
重富温泉
ナトリウム - 塩化物泉
陶夢ランド
陶夢ランド（とむランド）は、加治木町小山田に建設された陶芸と健康づくりの拠点施設である。2002年（平成14年）4月15日に開園した。敷地面積約2万7000平方メートル、建屋面積894平方メートルで総事業費は13億7900万円であった。陶芸の体験教室などが開かれている。2009年4月から龍門司焼企業組合が指定管理者となって運営している。陶夢ランド公式サイト。
県民の森
1984年（昭和59年）5月19日に第35回全国植樹祭が行われた会場の跡地を利用した森林公園。
さえずりの森
さえずりの森は加治木町西別府にあるバンガローやコテージを備えた施設である。1989年（平成元年）から約13ヘクタールの敷地に整備を開始し、順次施設を開業させて1995年（平成7年）4月にキャンプ場などが完成した。総事業費は約4億円であった。2009年（平成21年）4月1日から姶良西部森林組合が指定管理者として運営を行っている。さえずりの森公式サイト。
なぎさ公園
脇元の海岸沿い、重富漁港と思川河口の間にある公園である。潮干狩りなどができる。桜島にある溶岩なぎさ公園とは異なる。
城山公園
蒲生城跡地に開設された公園で、春の桜や秋の紅葉が見られる。また蒲生町の中心部を見渡すことができる展望台がある。
高岡公園
加治木町西別府の高台に所在する公園で、春には桜の見所となる。
田の神
鹿児島県周辺では石造りの田の神が随所に見られ、鹿児島弁で「タノカンサア」と呼ばれている。また持ち運べる小さな田の神像を拝む習俗もある。姶良市内では加治木町木田・加治木町日木山・触田（平松の一部）・木津志・蒲生町漆・蒲生町下久徳などに所在する田の神がよく知られている。

## 行事
加治木くも合戦
毎年6月第3日曜日に開催される、コガネグモ同士を戦わせる伝統行事である。1996年（平成8年）11月28日に国により「記録作成等の措置を講ずべき無形の民俗文化財」（選択無形民俗文化財）として選択されている。
姶良ジャンボ鬼火焚き
毎年1月下旬に三拾町で開催される鬼火焚きである。やぐらの規模が特に大きいもので、2006年（平成18年）1月21日に開催した鬼火焚きでは高さ41 mのやぐらを組んでいる。

## 名産
帖佐人形
粘土を型に入れて素焼きし、彩色した人形である。昭和の初め頃に一度は途絶えていたが1965年（昭和40年）に復活し、西餅田で生産されており、その素朴さを評価されている。
蒲生和紙
1645年（正保2年）から、殖産興業政策を進めた家老の島津久通の命で、地域の郷士に副業として製紙の技術を習得させ、その紙を納付させて藩の専売としたものである。
加治木饅頭
加治木町の中心部などで複数の店舗が販売している蒸し饅頭である。
龍門司焼
島津義弘が文禄・慶長の役（朝鮮出兵）に際して連れ帰った陶工が始めた薩摩焼の一種。
蒲生紅茶
蒲生の風土が茶の栽培に適していたことから、紅茶の栽培が以前から行われていたが、海外からの輸入に押されて昭和40年代には一度衰退していた。これを再興して特産品としたのが蒲生紅茶である。
芋焼酎
姶良市内では脇元の白金酒造、加治木町諏訪町のさつま司酒造の2社が芋焼酎を生産している。かつては帖佐醸造も鍋倉に所在していたが、霧島市へ工場を移転し霧島横川酒造となっている。白金酒造の石蔵は国の登録有形文化財に登録されている。白金酒造ウェブサイト。

## 著名な出身者
- 村山喜一（衆議院議員、旧蒲生町）
- 湯元敏浩（姶良市長、日本テレビ元プロデューサー）
- 鶴ヶ嶺昭男（大相撲関脇、元井筒親方、旧加治木町）
- 五輪倫子（女優、旧加治木町）
- 笹峯愛（女優、旧加治木町）
- 逆鉾昭廣（大相撲関脇、元井筒親方、旧加治木町）※実際は東京都墨田区生まれ・育ち
- 寺尾常史（大相撲関脇、錣山親方、旧加治木町）※同上
- スマイリー園田（MBCタレント・ディスクジョッキー、旧加治木町）
- 神田橋條治（精神科医、旧加治木町）
- 城彰二 （元プロサッカー選手、旧加治木町）※出生は北海道
- 猪俣睦彦（MBCタレント、旧加治木町）
- 川﨑宗則（元プロ野球選手、旧姶良町）
- 黒江透修（元プロ野球選手、旧姶良町）
- 西眞一（元サッカー選手、旧姶良町）
- 飯伏幸太（プロレスラー、旧姶良町）
- 小山田大（プロフリークライマー、旧蒲生町）
- ZAQ （シンガーソングライター、旧姶良町）
- 西田あい（演歌歌手）
- 鶴留明雄（競馬調教師、旧姶良町）
- 増元るみ子（北朝鮮による拉致被害者、旧姶良町）
- 蒲牟田卓（ラグビーレフリー）
- 迫田夢乃（ラグビー選手）